# História de Roma

 Reino de Roma c. 753 a.C.–509 a.C.

 República Romana 509 a.C.–27 a.C.

 Império Romano 27 a.C.–285

 Império Romano do Ocidente 285–476 

 Reino de Odoacro 476–493 

 Reino Ostrogótico 493–553 

 Império Romano do Oriente 553–754 

 Estados Pontifícios 754–1870 

 Reino da Itália 1870–1946 

 República Italiana 1946–presente 

 Vaticano 1929-presente

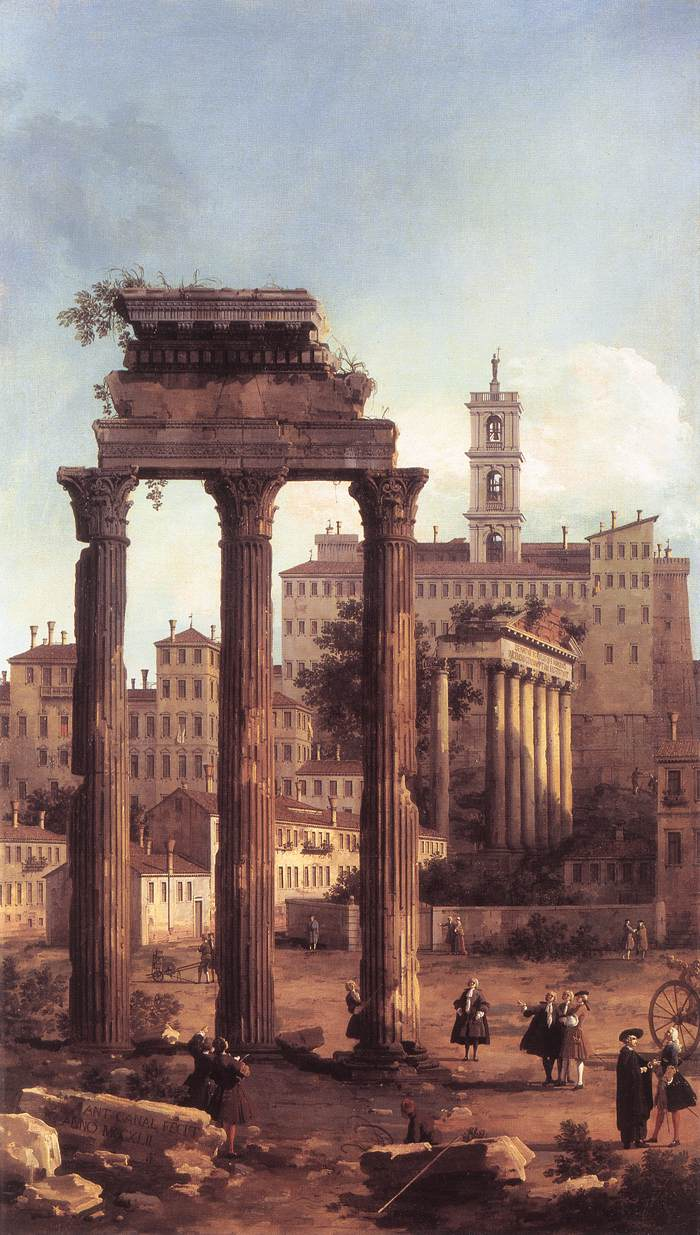
Roma: Ruínas do Fórum, em direção ao Capitólio. Em primeiro plano, o Templo de Castor e Pólux. No meio, o Templo de Saturno e, no fundo, o Tabulário.
Por Canaletto, 1742

A história de Roma remonta a 753 a.C., com a fundação de um pequeno povoado na península Itálica. Embora a fundação tenha ocorrido no século VIII a.C., o mais antigo registro escrito é o estabelecido pelo historiador Marco Terêncio Varrão (116 a.C. - 27 a.C.) durante o reino de Augusto, cerca de 500 anos após o fato. Com o tempo, Roma tornou-se o centro de uma vasta civilização que dominou a região mediterrânica durante séculos, e que seria derrubada por algumas tribos germânicas, dando início à era historiográfica da Idade Média. Tornou-se a sede da Igreja Católica e, por pressão das circunstâncias políticas, seria obrigada a ceder parte de si, no seu interior, para formar um Estado independente, a Cidade do Vaticano. Continuou, no entanto, a desempenhar um papel importante na política global, tal como o fez na história e cultura dos povos europeus durante milênios.

## Roma Antiga
Roma Antiga foi uma civilização que se desenvolveu a partir da cidade-Estado de Roma, fundada na península Itálica durante o século VIII a.C. Durante os seus doze séculos de existência, a civilização romana transitou da monarquia para uma república oligárquica até se tornar um vasto império que dominou a Europa Ocidental e ao redor de todo o mar Mediterrâneo através da conquista e assimilação cultural. No entanto, um rol de factores sócio-políticos iria agravando o seu declínio, e o império seria dividido em dois. A metade ocidental, onde estavam incluídas a Hispânia, a Gália e a Itália, entrou em colapso definitivo no século V e deu origem a vários reinos independentes; a metade oriental, governada a partir de Constantinopla passou a ser referida como Império Bizantino a partir de 476, data tradicional da queda de Roma e aproveitada pela historiografia para demarcar o início da Idade Média.

### Origem
A etimologia do nome da cidade é incerta, e são várias as teorias que nos chegam desde a Antiguidade. A menos provável indica-nos que derivaria da palavra grega Ρώμη (Róme), que significa "bravura", "coragem". A mais provável é a ligação com a raiz *rum-, "seios", com possível referência a uma loba (em latim, lupa) que teria adotado os gémeos Rómulo e Remo que, segundo se pensa, seriam descendentes dos povos de Lavínio. Rómulo mataria o seu irmão e fundaria Roma.
Nas últimas décadas, os progressos na língua etrusca e na arqueologia na Itália reduziram as probabilidades destas teorias, introduzindo novas hipóteses possíveis. Sabe-se, atualmente, que o etrusco era falado desde a região que se tornaria mais tarde na província romana de Récia, nos Alpes, até à Etrúria, incluindo o Lácio e toda a região para Sul, até Cápua. As tribos itálicas entraram no Lácio a partir de uma região montanhosa no centro da península Itálica, vindos da costa oriental. Apesar das circunstâncias da fundação de Roma, a sua população original era, por certo, uma combinação da civilização etrusca e povos itálicos, com uma provável predominância de etruscos. Gradualmente, a infiltração itálica aumentaria, ao ponto de predominar sobre os Etruscos; i.e., as populações etruscas seriam assimiladas pelas itálicas, dentro e fora de Roma.
Os Etruscos dispunham da palavra Rumach, "de Roma", de onde pode ser extraído "Ruma". Adiante na etimologia, tal como na maioria das palavras etruscas, permanece desconhecido. Que talvez possa significar "teta" é pura especulação. As associações mitológicas posteriores colocam em dúvida esse significado; afinal, nenhum dos colonizadores originais foi criado por lobos, e é pouco provável que os fundadores tivessem tido algum conhecimento sobre este mito acerca deles mesmos. O nome, Tibério, pode perfeitamente conter o nome do Tibre (em italiano: Tevere). Acredita-se atualmente que o nome provenha de uma nome etrusco, Thefarie, e nesse caso o Tibre derivaria de *Thefar.

### Primeiros povos itálicos

Mapa das línguas itálicas antigas

Roma cresceu com a sedentarização dos povos no monte Palatino até outras colinas a oito milhas do mar Tirreno, na margem sul do rio Tibre. Outra destas colinas, o Quirinal, terá sido, provavelmente, um entreposto para outro povo itálico, os Sabinos. Nesta zona, o Tibre esboça uma curva em forma de "Z" contendo uma ilha que permite a sua travessia. Assim, Roma estava no cruzamento entre o vale do rio e os comerciantes que viajavam de norte a sul pelo lado ocidental da península.
A data tradicional da fundação (21 de abril de 753 a.C.) foi convencionada bem mais tarde, no final da República por Públio Terêncio Varrão, atribuindo uma duração de 35 anos a cada uma das sete gerações correspondentes aos sete mitológicos reis. Foram, no entanto, descobertas peças arqueológicas que indicam que a área de Roma poderá já ter estado habitada tão cedo quanto 1 400 a.C.. Estas descobertas arqueológicas também confirmaram que no século VIII a.C., na área da futura Roma, houve duas povoações fortificadas, os Rumi, no monte Palatino, e os Titientes, no Quirinal, e, mais a norte, os Luceres, que viviam nos bosques. Eram estas apenas três das numerosas comunidades itálicas que existiram no primeiro milénio a.C. na região do Lácio, uma planície na península Itálica. No entanto, desconhecem-se as origens destes povos, embora se admita que possam descender dos indo-europeus que migraram do Norte dos Alpes na segunda metade do segundo milénio a.C., ou de uma eventual mistura destes povos com outros povos mediterrânicos, talvez do Norte de África.
No século VIII a.C., os itálicos — Latinos (a Oeste), Sabinos (no vale superior do Tibre), Úmbrios (no nordeste), Samnitas (no Sul), Oscos e outros — partilhavam a península com outros grandes grupos étnicos: os Etruscos do norte e os Gregos do sul.
Os Etruscos estavam estabelecidos a norte de Roma, na Etrúria (uma zona correspondente ao actual norte do Lácio e Toscana). Teriam sido eles uma grande influência na cultura romana, como claramente demonstrado pela origem etrusca dos sete reis mitológicos.
Entre 750 a.C. e 550 a.C., os Gregos teriam já fundado várias colónias a Sul da península (que os romanos mais tarde designariam por Magna Grécia), como Cumas, Neápolis e Tarento, bem como nos dois terços orientais da Sicília.

### Domínio etrusco
Após 650 a.C., os Etruscos tornaram-se dominantes na península Itálica, expandindo-se para o centro-norte da região. Alguns historiadores modernos consideram que a este movimento estava associado o desejo de dominar Roma e talvez toda a região do Lácio, embora o assunto seja controverso. A tradição romana apenas nos informa que a cidade foi governada por sete reis de 753 a.C. a 509 a.C., iniciando-se com o mítico Rómulo que, juntamente com o seu irmão, Remo, teriam fundado Roma. Sobre os últimos três reis, especialmente Tarquínio Prisco e Tarquínio, o Soberbo, informa-nos ainda que estes seriam de origem etrusca — segundo fontes literárias antigas, Prisco seria filho de um refugiado grego e de uma mãe etrusca — e cujos nomes se referem a Tarquinia.
O valor historiográfico da lista de reis é, contudo, dúbio, embora os últimos reis pareçam ter sido figuras históricas. Crê-se, também — embora contestado em controvérsia — que Roma teria estado sob influência etrusca durante quase um século, durante este período. Sabe-se, porém, que nestes anos foi construída uma ponte designada Ponte Sublício, que viria a substituir um baixio do rio Tibre utilizado para a sua travessia, e a Cloaca Máxima, o sistema romano de esgotos, obras de engenharia com um traçado típico da civilização etrusca. Do ponto de vista técnico e cultural, os Etruscos são considerados como o segundo maior impacto no desenvolvimento romano, apenas suplantados pelos Gregos.
Continuando a expansão, para sul, os Etruscos estabeleceram contacto directo com os Gregos. Após o sucesso inicial nos conflitos com os Gregos colonizadores, a Etrúria entraria em declínio. Aproveitando-se da situação, a cerca de 500 a.C., dá-se uma rebelião em Roma que lhe iria dar a independência dos etruscos. A monarquia foi também abolida em detrimento de um sistema republicano baseado num senado, composto pelos nobres da cidade, alguns populares representantes, que iriam garantir a participação política aos cidadãos de Roma, e magistrados eleitos anualmente.
Contudo, o legado etrusco mostrou-se duradouro: os Romanos aprenderam a construir templos, e pensa-se que os primeiros tenham sido os responsáveis pela introdução da adoração a uma tríade divina — Juno, Minerva, e Júpiter — possivelmente correspondentes aos deuses etruscos Uni , Menrva e Tinia. Em suma, os etruscos transformaram Roma, uma comunidade pastoral, numa verdadeira cidade, imprimindo-lhe alguns aspectos culturais da cultura grega, que teriam adoptado, como a versão ocidental do alfabeto grego.

### República Romana
No virar para o século V a.C., Roma uniu-se às cidades latinas como medida defensiva das incursões dos Sabinos. Vencedora da Batalha do Lago Regilo, em 493 a.C., Roma estabeleceu novamente a supremacia sobre as regiões latinas que perdera com a queda da monarquia. Após séries de lutas, a supremacia veio a consolidar-se em 393 a.C., com a subjugação dos Volscos (volsci) e dos Équos (aequi). No ano anterior, já teriam resolvido a ameaça dos vizinhos Veios, conquistando-os. A potência etrusca estava agora confinada exclusivamente à sua própria região, e Roma tornara-se na cidade dominante do Lácio. No entanto, em 387 a.C., Roma seria saqueada pelos Gauleses liderados por Breno, que já tinha sido bem-sucedido na invasão da Etrúria. Esta ameaça seria rapidamente resolvida pelo cônsul Marco Fúrio Camilo, que derrotou Breno em Túsculo pouco depois.
Para assegurar a segurança do seu território, Roma empenhou-se na reconstrução dos edifícios e tornou-se ela própria a invasora, ao conquistar a Etrúria e alguns territórios aos gauleses, mais a norte. Em 345 a.C., Roma voltou-se para sul, a combater outros latinos, na tentativa de assegurar o seu território contra posteriores invasões. Neste quadrante, o seu principal inimigo eram os temidos samnitas que já haviam derrotado as legiões em 321 a.C.
Apesar desses e outros contratempos temporais, os Romanos prosseguiram a sua expansão casual de forma equilibrada. Em 290 a.C., Roma já controlava mais de metade da península Itálica e, durante esse século ainda, os Romanos apoderaram-se também das poleis da Magna Grécia mais a sul.

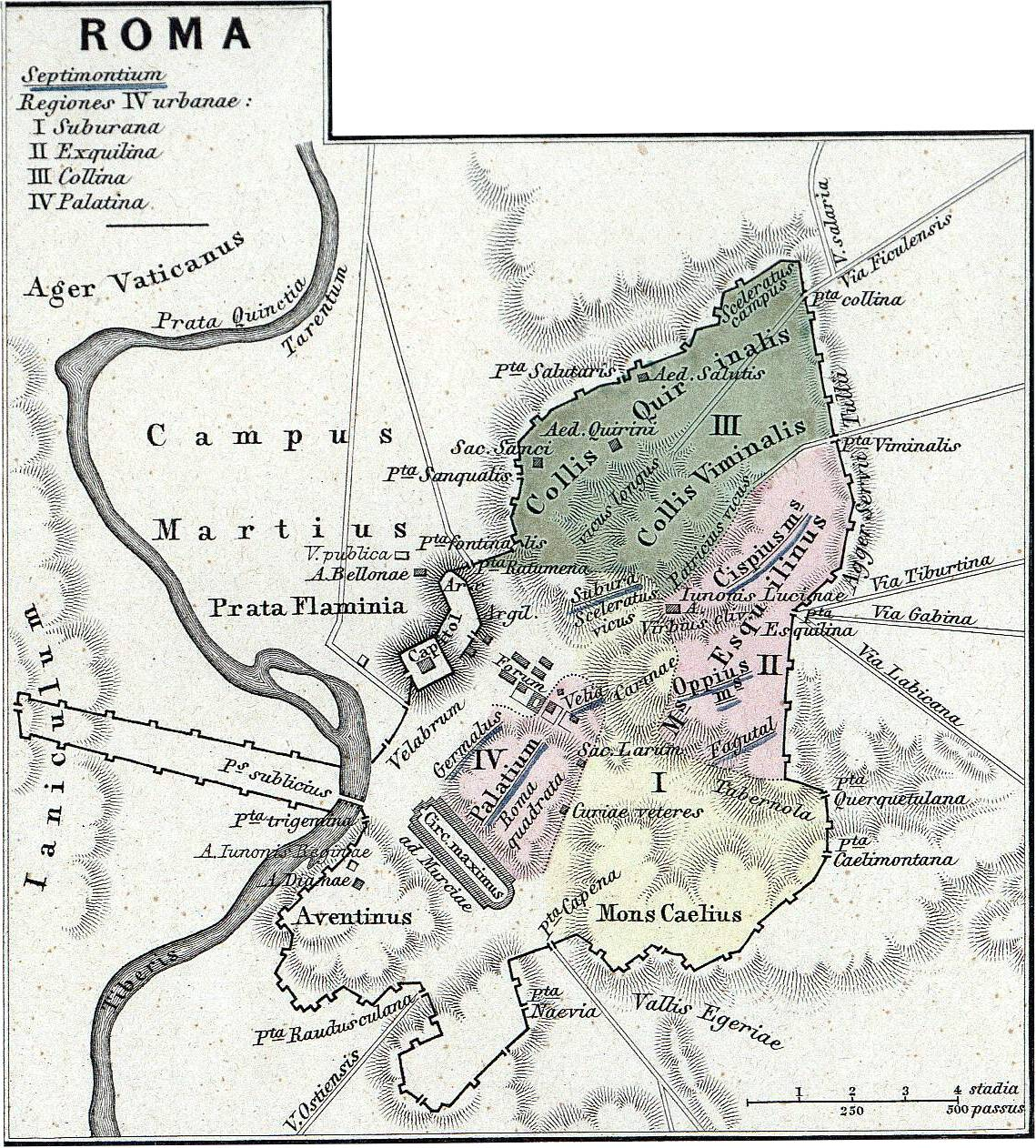
Planta de Roma nos tempos da República Romana

Segundo a lenda, Roma tornou-se numa República em 509 a.C., quando um grupo de aristocratas expulsou Tarquínio, o Soberbo. No entanto, foram necessários vários séculos até Roma assumir a forma monumental com que é popularmente concebida. Durante as Guerras Púnicas, entre Roma e o grande império mediterrânico de Cartago, o estatuto de Roma aumentou mais ainda, já que assumia cada vez mais o papel de uma capital de um império ultramarino pela primeira vez. Iniciada no século II a.C., Roma viveu uma significativa explosão populacional, com os agricultores ancestrais a trocarem as suas terras pela grande cidade, com o advento das quintas operadas por escravos obtidos durante as conquistas, os latifúndios.
Em 146 a.C., os Romanos arrasaram as cidades de Cartago e Corinto, anexando o Norte de África e a Grécia ao seu império e transformando Roma na cidade mais importante da parte ocidental do Mediterrâneo. A partir daqui, até ao final da república, os cidadãos iriam empenhar-se numa corrida de prestígio, suportando a construção de monumentos e grandes estruturas públicas. Talvez a mais notável tenha sido o Teatro de Pompeu, erigido pelo general Pompeu, que era o primeiro teatro de carácter permanente alguma vez construído na cidade. Depois de Júlio César regressar vitorioso das conquistas gálicas e subsequente guerra civil com Pompeu, embarcou num programa de reconstrução sem precedentes na história romana. Seria, no entanto, assassinado em 44 a.C. com a maioria dos seus projectos ainda em construção, como a Basílica Júlia e a nova casa do senado romano (Cúria Hostília).

### Império Romano
No final da república, a cidade de Roma ostentava já a imponência de uma verdadeira capital de um império que dominava a totalidade do Mediterrâneo. Era, na altura, a maior cidade do mundo e provavelmente a mais populosa cidade já construída até o século XIX. Estimativas dos picos populacionais variam entre menos de 500 000 e mais de 3,5 milhões, embora valores mais populares pelos historiadores variem entre 1 milhão e 2 milhões. A grandeza da cidade aumentou com as intervenções de Augusto, que completou os projectos de César e iniciou os seus próprios, como o Fórum de Augusto, e o Ara Pacis ("Altar da Paz"), em celebração do período de paz vivido na altura (Pax Romana), redefinindo também a organização administrativa da cidade em 14 regiões. Os sucessores de Augusto tentaram prosseguir essa linha edificadora deixando as suas próprias contribuições na cidade. O grande incêndio de Roma, durante o reinado de Nero, iria destruir grande parte da cidade mas, por sua vez, iria permitir e impulsionar uma nova vaga do desenvolvimento edificador.
Por esta altura, Roma era uma cidade subsidiada, com cerca de 15 a 25 porcento do abastecimento de cereais sendo pagos pelo governo. O comércio e a indústria desempenhavam um papel menos significante quando comparado com os de outras grandes cidades como Alexandria, mas assim mesmo era uma grande metrópole e o maior centro comercial e industrial do mundo, por isso ela tinha uma dependência de outras regiões do império para obter géneros primários e matérias primas. Para pagar os subsídios de cereais, foram introduzidos impostos na vida dos cidadãos das províncias. Se assim não fosse, Roma seria significativamente menor.
A população de Roma entrou em declínio logo após o seu pico, no início do século II. No final desse século, durante o reinado de Marco Aurélio, uma praga devastaria os cidadãos a uma taxa de cerca de 2 000 por dia. Quando, em 273, a muralha Aureliana foi concluída, apenas restava uma fracção desse máximo da população de Roma: cerca de 500 000.
Um evento historiograficamente designado de crise do terceiro século delineia os desastres e problemas políticos do império, que praticamente entrava em colapso. O medo e a ameaça das invasões bárbaras esteve patente na decisão do imperador Aureliano que, em 273, terminou a circunscrição da cidade com a maciça muralha Aureliana, cujo perímetro rondava os 20 quilómetros. Roma permanecia a capital do Império, embora os imperadores aí permanecessem cada vez menos tempo. No final das reformas políticas de Diocleciano, no século III, Roma seria privada do seu tradicional papel de capital administrativa do império. Mais tarde, os imperadores do Ocidente iriam governar o império a partir de Mediolano (atual Milão) ou Ravena, ou cidades na Gália e, em 330, Constantino I estabeleceu a segunda capital em Constantinopla. Por esta altura, parte da classe aristocrática romana transferia-se para o novo centro, seguida por muitos dos artistas e homens-de-ofício que viviam na cidade.

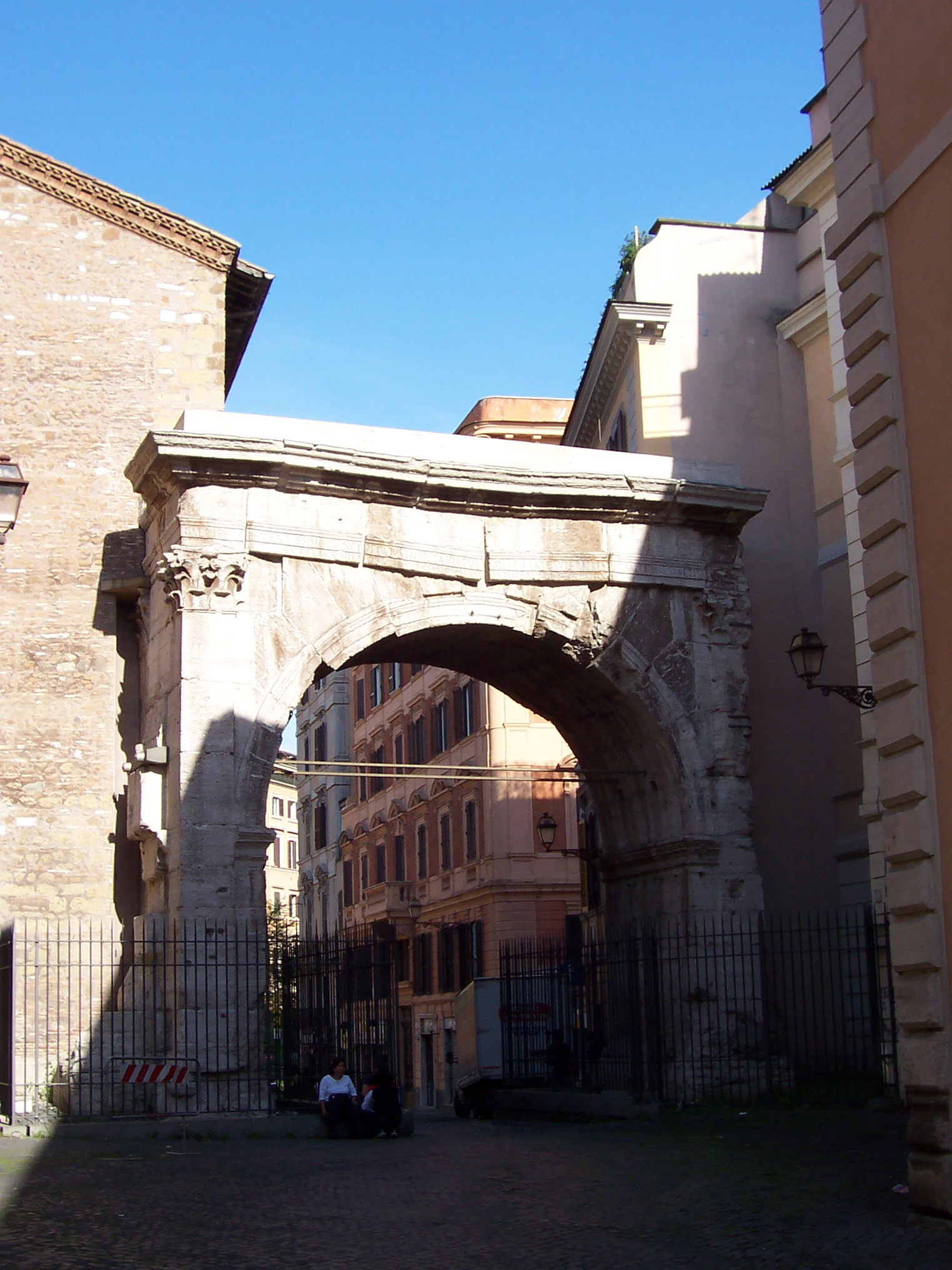
O Arco de Galiano, um dos poucos monumentos que restam da Roma Antiga do século III, servia de porta na muralha Serviana. Os dois portões laterais foram destruídos em 1447

No entanto, o senado, agora desprovido da sua influência política de outrora, preservava o seu prestígio social. Em 380, os dois augustos (Teodósio I no Oriente e Graciano no Ocidente) declararam reconhecer como única religião no império "a fé que a Igreja Romana havia recebido de São Pedro" A conversão do império ao cristianismo transformou o Bispo de Roma (mais tarde designado papa) na figura religiosa de maior relevo do Império Ocidental, como declarado oficialmente em 380, no Édito de Tessalónica. Apesar do seu papel cada vez mais passivo no império, Roma conseguiu preservar o seu prestígio histórico, e este período assistiria à última vaga de actividades edificadoras: o predecessor de Constantino, Magêncio, construiu notáveis edifícios, como a basílica no Fórum Romano, o próprio Constantino erigiu o seu famoso arco para celebrar a vitória contra o primeiro, e Diocleciano construiria as maiores termas de todas as existentes. Constantino tornou-se também no primeiro padroeiro de edifícios oficiais cristãos na cidade; doou ao papa o Palácio de Latrão e construiu a primeira grande basílica, a antiga Basílica de São Pedro.
Roma permanecia, contudo, um estandarte do paganismo, dirigida por aristocratas e senadores. Quando os Visigodos surgiram perto das muralhas em 408, o senado e o prefeito propuseram sacrifícios pagãos, e tudo indica que inclusive o papa estaria de acordo, se isso pudesse salvar a cidade. Ainda assim, nem as novas muralhas impediram que a cidade fosse saqueada, primeiro pelo visigodo Alarico a 24 de agosto de 410, e depois pelo vândalo Genserico em 455 a.C. e, mais tarde ainda, pelas tropas do general Ricímero (na maioria compostas por bárbaros) a 11 de julho de 472. Os saques da cidade, inéditos desde os tempos de Breno, alarmaram toda a civilização romana: a queda de Roma significava o derrube definitivo da ordem antiga. Muitos habitantes fugiram e, no final do século, a população de Roma caía para cerca de 30 000.

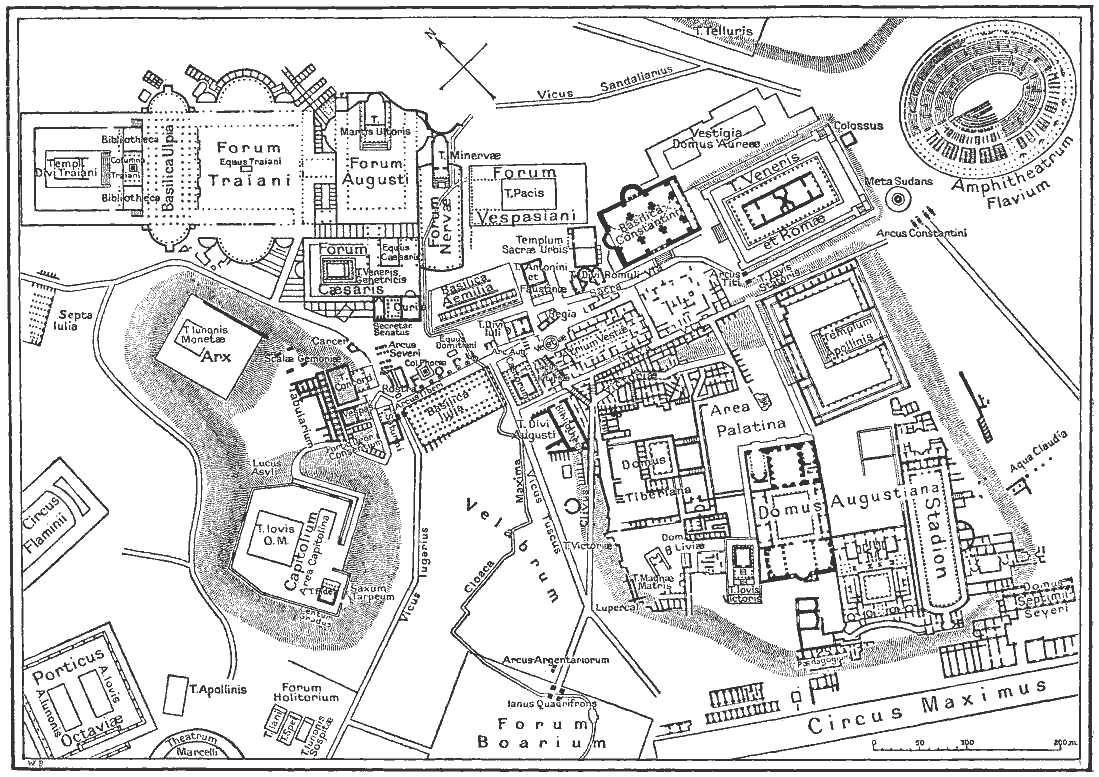
Planta da cidade durante o Império Romano

Ainda assim, o prejuízo dos saques terá sido provavelmente exagerado na historiografia da época. A cidade encontrava-se já em declínio, e muitos dos monumentos teriam já sido destruídos pelos próprios habitantes, que roubavam rochas dos templos, edifícios públicos e estátuas próximas para o seu propósito pessoal — é mesmo frequente encontrar nos dias de hoje estátuas e pedaços arqueológicos utilizados em casas habitacionais por toda a cidade. Além disso, muitas das igrejas teriam sido também construídas desta forma. Por exemplo, a primeira basílica de São Pedro foi erigida usando partes do Circo de Nero, abandonado. Esta atitude foi uma característica constante de Roma até ao Renascimento. A partir do século IV, eram comuns os éditos imperiais contra o roubo de pedras e, especialmente, do mármore — a sua própria repetição mostra o quão inefectivos seriam. Em algumas ocasiões, novas igrejas foram criadas directamente a partir de templos pagãos, provavelmente transformando um deus ou herói pagão para o correspondente santo ou mártir do cristianismo. Foi assim que o Templo de Rómulo e Remo se tornou a basílica dos santos gémeos Cosme e Damião. Mais tarde, o Panteão, "Templo de Todos os Deuses", se tornaria a Igreja de Todos os Mártires.

## Roma medieval

### As invasões bárbaras e o domínio bizantino
Em 476, o último imperador do Ocidente, Rómulo Augusto, que vinha sendo manipulado (como a maioria dos imperadores neste período) pelo pai, o general Flávio Orestes, foi deposto pelas tropas bárbaras lideradas por Odoacro e exilado no Castelo do Ovo, em Nápoles. A Queda do Império Romano do Ocidente teria, no entanto, pouco impacto em Roma. Odoacro, e mais tarde os Ostrogodos, continuariam a governar a Itália a partir de Ravena. Entretanto, o senado, apesar de desprovido da sua grande influência há muito tempo, continuaria a dirigir Roma, com o papa provindo geralmente de uma família senatorial. Esta situação manter-se-ia até as forças do Império Romano do Oriente, encabeçadas por Belisário a mando de Justiniano, capturarem a cidade em 536.
Em 17 de dezembro de 546, os Ostrogodos de Tótila recapturaram a cidade e novamente a saquearam. Belisário recapturou a cidade, para a perder novamente em 549. Belisário foi substituído por Narses, que capturou Roma definitivamente em 552, terminando a Guerra Gótica que arrasou a península Itálica. A contínua guerra em redor de Roma entre as décadas de 530 e 540 deixaram-na praticamente abandonada e desolada. Os aquedutos não foram mais reparados, conduzindo a uma redução da população para cerca de 30 000, concentrados nas margens do rio Tibre, na zona do Campo de Marte, abandonando as zonas sem abastecimento de água. Existe mesmo uma lenda que fala de um momento em que Roma estaria completamente inabitada.[carece de fontes?]
O Imperador Romano do Oriente Justiniano (r. 527–565) tentou, ainda assim, garantir subsídios a Roma para a manutenção dos edifícios públicos, aquedutos e pontes, embora sem grande sucesso, já que toda a península da Itália estava dramaticamente empobrecida pelas recentes guerras. Transformou-se também no padroeiro dos estudiosos, oradores, físicos e magistrados que restavam, na esperança de que os mais novos procurassem uma melhor educação. Após as guerras, as estruturas do senado foram restabelecidas sob a supervisão de um prefeito e outros oficiais designados e responsabilizados pelas autoridades romanas (bizantinas) em Ravena.
No entanto, o papa tornara-se um dos ícones religiosos em todo o Império Bizantino e, efectivamente, mais poderoso localmente que os senadores ou quaisquer outros oficiais bizantinos. Na prática, o poder local de Roma recaía sobre o ṕapa e, ao longo das próximas décadas, o poder aristocrático senatorial, bem como a administração bizantina de Roma, iriam ser absorvidos pela Igreja Católica.
O reinado do sobrinho e sucessor de Justiniano, Justino II (r. 565–578) ficou marcado pela invasão dos Lombardos liderados por Alboíno (568). Com a captura das regiões de Benevento, Lombardia, Piemonte, Espoleto e Toscana, os invasores restringiram efectivamente a autoridade imperial a pequenas porções de terra ao redor de cidades costeiras, incluindo Ravena, Nápoles, Roma e a área da futura Veneza. A única porção ainda sob domínio bizantino era Perúgia, que permitia a ligação, repetidamente assediada, entre Roma e Ravena. Em 578, e novamente em 580, o senado, nas suas últimas intervenções de que há registo, foi obrigado a recorrer ao auxílio de Tibério II (r. 578–582) contra os duques que se aproximavam, Faroaldo I de Espoleto e Zoto de Benevento.
Maurício (r. 582–602) iria inserir um novo facto no contínuo conflito estabelecendo uma aliança com Quildeberto II da Austrásia (r. 575–595). Os exércitos do rei dos francos invadiram os territórios da Lombardia em 584, 585, 588 e 590 e, no ano anterior, Roma tinha já sofrido uma desastrosa inundação do rio Tibre, seguida de uma praga de peste negra em 590 — esta última tornou-se famosa pela lenda associada à procissão do novo papa, Gregório I (r. 590–604), pela Tumba de Adriano, que fala de um anjo que surgiu sobre o edifício investindo a sua espada flamejante, como sinal de que a pestilência iria terminar. A partir deste ano a cidade manteve-se finalmente a salvo.
Entretanto, Agilolfo, o novo rei lombardo (r. 591–616) conseguiu assegurar a paz com Quildeberto II, reorganizou os seus territórios e prosseguiu os ataques a Nápoles e Roma em 592. Com o imperador ocupado com as guerras nas fronteiras orientais e os sucessivos exarcas incapazes de defender Roma das invasões, Gregório tomou a iniciativa de iniciar as negociações para um tratado de paz, que seria conseguido no outono de 598 — embora só mais tarde reconhecido por Maurício — durando até ao final do seu reinado.
A posição do papa ver-se-ia fortalecida pelo usurpador Focas (r. 602–610). Focas reconheceu a sua primazia sobre o Patriarca de Constantinopla e chegou mesmo a decretar o papa Bonifácio III (607) como "representante de todas as Igrejas". Foi no reinado de Focas que se assistiu à erecção do último monumento imperial do Fórum Romano, a coluna que ostentava o seu nome. Também doou ao papa o Panteão, já encerrado fazia séculos, o que provavelmente o salvou da destruição.
Durante o século VII, um influxo de oficiais bizantinos e religiosos de outras partes do império culminou numa presença dominante da língua e aristocracia grega. No entanto, esta forte influência cultural bizantina nem sempre se traduziu em harmonia política entre Roma e Constantinopla. Na controvérsia sobre o monotelismo, os papas sentiram a grande pressão (chegando mesmo a traduzir-se fisicamente) por não conseguirem acompanhar as alterações nas orientações teológicas de Constantinopla. Em 653, o papa Martinho I seria deportado para Constantinopla e, logo após um breve julgamento, exilado para a Crimeia, onde faleceu.
Pouco depois, em 663, Roma recebia a sua primeira visita imperial dos últimos dois séculos, por Constâncio II  — o seu pior infortúnio desde as Guerras Gálicas, já que o imperador tratou de retirar os metais que existiam na cidade, incluindo aqueles dos edifícios e estátuas, para disponibilizá-los para a construção de armamento para as lutas contra os Sarracenos. Contudo, durante a metade seguinte do século, e apesar das tensões várias vividas, Roma e o Papado continuaram a preferir a regência bizantina — em parte porque a alternativa seria a dominação lombarda e, por outro lado, porque a maioria dos alimentos trazidos para Roma provinham de estados papais de outras partes do império, particularmente da Sicília.
Em 727, o papa Gregório II recusou aceitar os decretos do imperador Leão III, o Isauro, estabelecendo a iconoclastia. A reacção inicial de Leão foi de tentar raptar o Pontífice, em vão, mas mais tarde mandaria uma força de tropas bizantinas, sob o comando do exarca Paulo, que seriam contidas pelos Lombardos de Tuscia e Benevento. A 1 de novembro de 731, foi convocado por Gregório III um sínodo em Roma para excomungar os iconoclastas, cuja resposta do imperador foi a confiscação de grandes porções de territórios papais na Sicília e Calábria e a transferência de várias zonas de domínio eclesiástico do papa sob controlo bizantino para o Patriarca de Constantinopla (a criação do patriarca de Grado, separando-o da jurisdição do Aquileia). Roma, sob domínio do papa, foi assim expulsa do Império Bizantino.
Durante este período, o Reino Lombardo atravessava uma fase de renascimento, sob a liderança de Liuprando. Em 730 mandou uma razia contra Roma para punir o papa, que teria apoiado o duque de Espoleto. Ainda que protegido pela muralha maciça da cidade, o papa pouco podia fazer contra o rei lombardo, que entretanto conseguia aliar-se aos bizantinos. Gregório III, compreendendo a impotência de resistir a tal aliança, foi o primeiro papa a pedir ajuda, pela primeira vez de forma oficial, ao reino dos Francos, então sob o comando de Carlos Martel (739).
O sucessor de Liuprando, Astolfo, foi ainda mais agressivo: conquistou Ferrara e Ravena, terminando assim o Exarcado de Ravena. Roma seria, provavelmente, a próxima vítima. Em 754, o papa Estêvão III dirigiu-se a França para nomear Pepino, o Breve, rei dos Francos, como patricius romanorum, i.e., protector de Roma. Em agosto do mesmo ano, o rei e o papa atravessaram os Alpes para derrotar Astolfo, em Susa, conseguindo fazê-lo prometer que iria desistir dos conflitos com o papa, devolvendo-lhe os territórios ocupados. No entanto, quando Pepino regressou a Saint-Denis, Astolfo faltou à promessa e cercou Roma durante 56 dias, em 756, desistindo assim que souberam da notícia do regresso de Pepino à Itália. Desta vez concordaria em entregar ao papa os territórios prometidos, e assim nasciam os Estados Pontifícios.
Em 771, o novo rei dos Lombardos, Desidério, concebeu um estratagema para conquistar definitivamente Roma e depor o papa Estêvão III. O seu principal aliado seria Paulus Afiarta, líder da facção lombarda residente na cidade. Contudo, o plano não seria bem-sucedido, e o sucessor de Estevão, o papa Adriano I invocou Carlos Magno a declarar guerra a Desidério, que seria finalmente derrotado em 773. O reino lombardo foi dissolvido, e Roma foi colocada na órbita de uma nova e grande instituição política.

### O Sacro Império

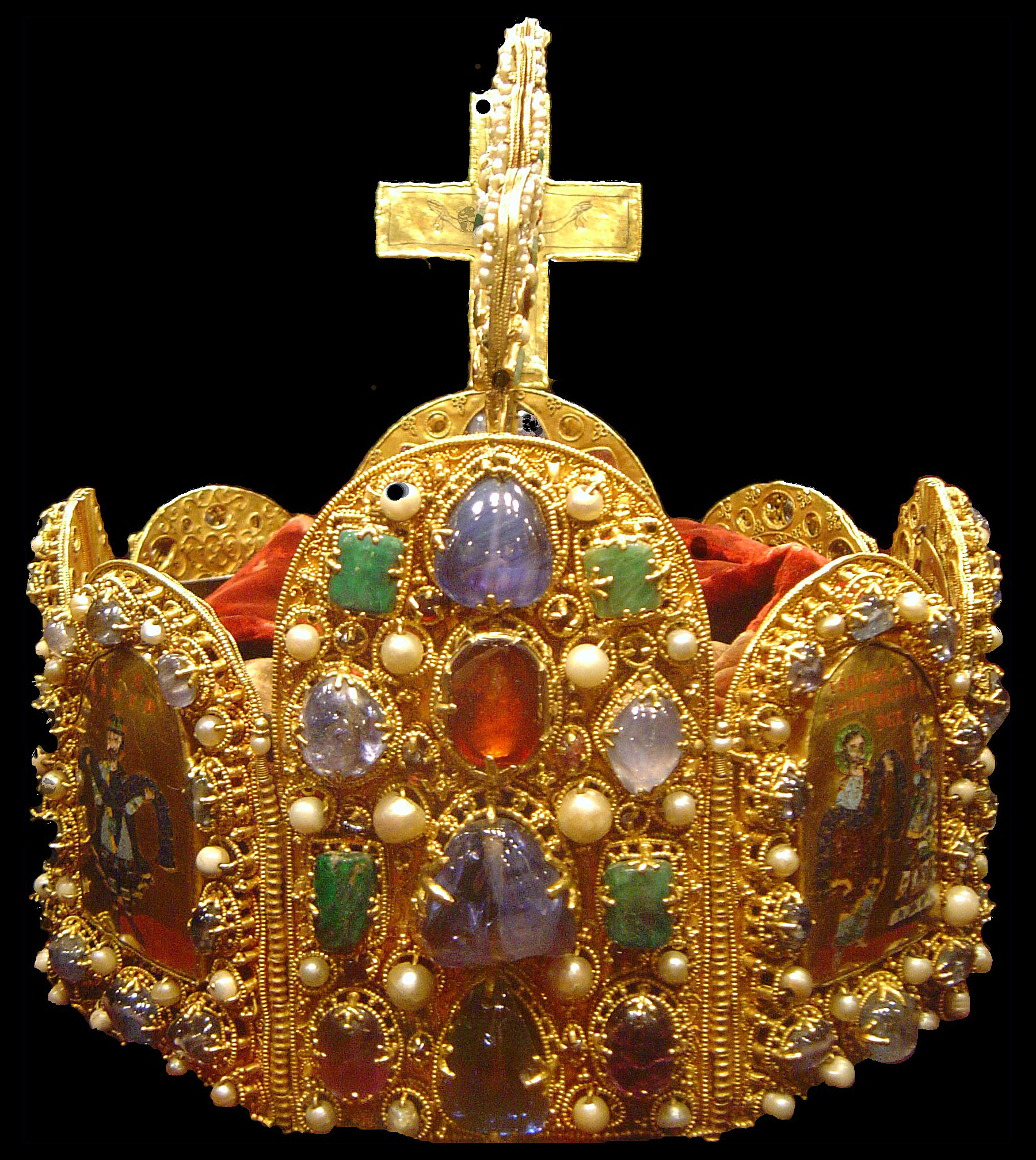
A coroa do Sacro Império Romano-Germânico (século X),
no Schatzkammer de Viena

A 25 de abril de 799, enquanto o novo papa, Leão III, conduzia a tradicional procissão de Latrão em direcção à Igreja de São Lourenço em Lucina, ao longo da Via Lata , o trecho urbano da Via Flamínia (actual Via del Corso), dois nobres (seguidores do predecessor, Adriano), a quem não agradavam as fraquezas do papa em relação a Carlos Magno, atacaram o comboio processional deixando o papa gravemente ferido. Leão fugiu ao encontro do rei dos francos e, em novembro de 800, o rei entrou em Roma liderando um forte exército e um grande número de bispos francos. Carlos Magno organizou então um tribunal judicial para decidirem se Leão deveria continuar o Papado, ou se as reivindicações dos conjuradores seriam válidas ou não. No entanto, este tribunal fazia parte de uma cadeia de eventos minuciosamente planeados que iriam surpreender o mundo: O papa, naturalmente absolvido, e os conspiradores exilados, iria coroar Carlos Magno como Imperador Romano do Ocidente na Basílica de São Pedro, a 25 de dezembro de 800. Esta atitude cessou definitivamente a lealdade de Roma para com a sua "metade", Constantinopla, criando um império rival que, após uma série de conquistas por Carlos Magno, englobava agora a maioria dos territórios ocidentais cristãos.

As fronteiras do Sacro Império Romano-Germânico entre os anos de 962 a 1806, sobre as fronteiras da Europa moderna

Após a morte de Carlos Magno, a inexistência de uma figura de igual prestígio provocou alguns desentendimentos na nova instituição. Ao mesmo tempo, a Igreja Romana enfrentava as demandas laicas da própria cidade, apressadas pela convicção de que o romano, embora empobrecido e desvalorizado, retinha o direito de eleger o novo imperador Ocidental. O papa reivindicava um território que ia de Ravena a Gaeta, o que significaria a soberania sobre Roma. No entanto, esta soberania seria continuamente disputada ao longo dos séculos seguintes, e apenas os papas mais fortes politicamente conseguiram mantê-la. A principal fraqueza do Papado era a precisamente a necessidade da eleição de novos papas, de tempos a tempos, na qual as famílias nobres emergentes rapidamente procuravam obter um papel de liderança. As potências vizinhas, nomeadamente o Ducado de Espoleto e a Toscana, e mais tarde os imperadores, aprenderam como tirar partido desta fraqueza interna e, consequentemente, tornavam-se árbitros entre os candidatos.
Assim, o ambiente vivido em Roma era próximo da anarquia. O momento mais escandaloso verificou-se em 897 com a exumação do cadáver do Formoso para ser julgado num tribunal. Estas crises foram agravadas pelo surgimento de uma nova ameaça, os Árabes ou, como os italianos medievais os referiam, os Sarracenos: estes recém-chegados provindos do Norte de África já tinham conquistado a Sicília e a sua penetração no Sul da Itália estava a ser conduzida de forma eficaz. A infiltração de bandos de piratas levou o terror aos territórios em redor de Roma, ao qual o Pascoal I (r. 817–824) respondeu realojando os restos de todos os santos mártires entre os muros da cidade. Ainda assim, esta medida não impediu os muçulmanos de saquearem a Basílica de São Pedro em 846. Em 852, o Leão IV encarregou a construção de nova muralha ao redor de uma área na margem do Tibre oposta às sete colinas, que passaria a ser referida como "Cidade Leonina".

### Comuna de Roma

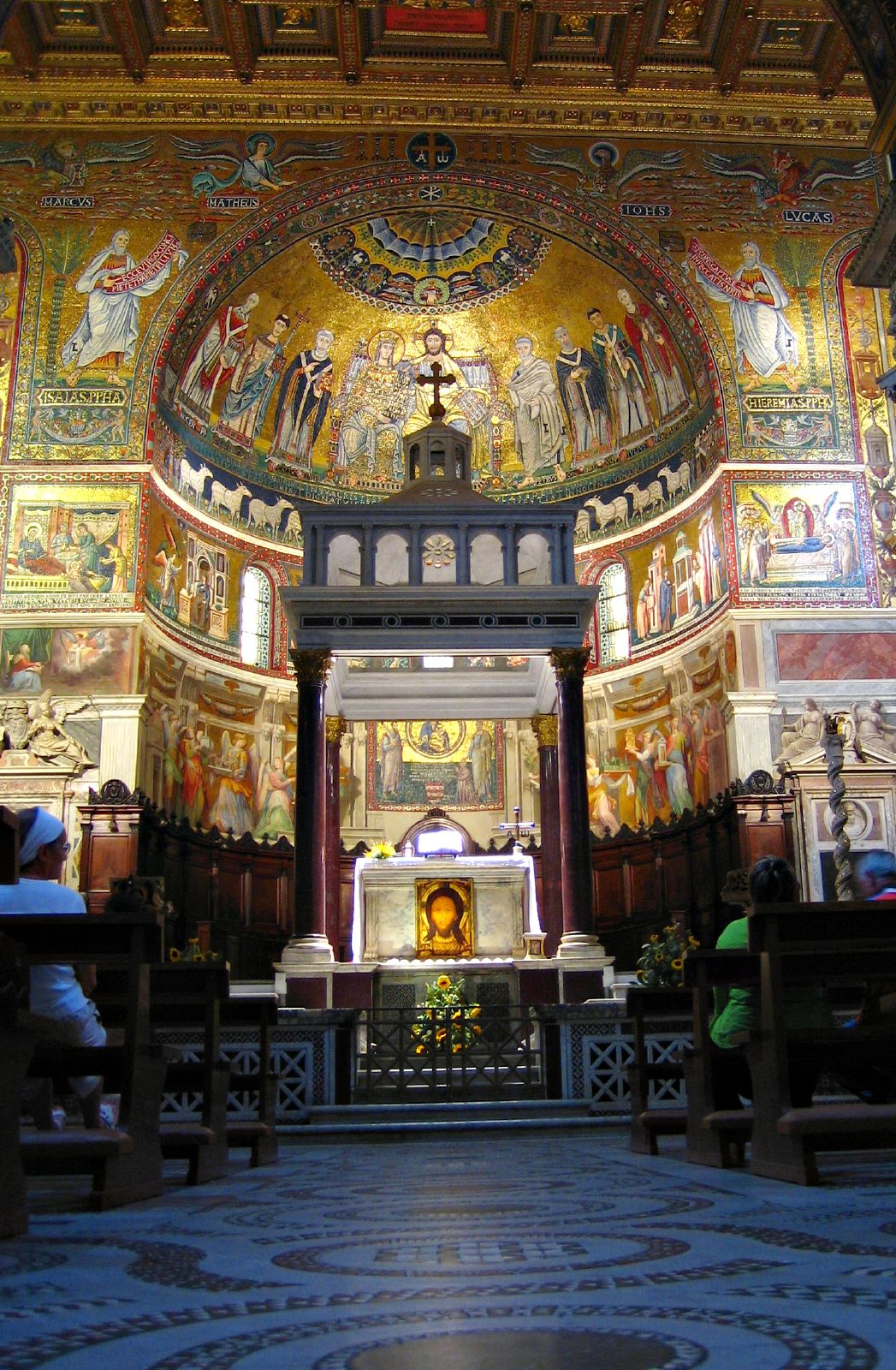
Interior da Basílica de Santa Maria em Trastevere, uma das mais belas igrejas de Roma construídas ou reconstruídas durante a Idade Média

Por esta altura, a entretanto renovada Igreja Romana estava novamente a atrair peregrinos e prelados de toda as partes do mundo cristão, trazendo os seus dinheiros consigo: apesar da população reduzida (ca. 30 000), Roma transformava-se de novo numa cidade dependente dos consumidores, desta vez dirigida pela burocracia governamental. Entretanto, as outras cidades da península Itálica, dirigidas fundamentalmente por novas famílias que se iam sobrepondo à velha aristocracia, iam aumentando a sua autonomia formando uma nova classe de empreendedores, comerciantes e mercantes. Logo após o saque de Roma pelos Normandos, em 1084, a reconstrução da cidade foi suportada por famílias poderosas, como os Frangipane e os Pierleoni, cujo financiamento provinha do comércio e bancos, mais do que das terras. Inspirado pelas cidades vizinhas, como Tivoli e Viterbo, também o povo romano começou a considerar para a cidade o estatuto de comuna e, consequentemente, numa maior autonomia face à autoridade papal.
Impulsionados pelas palavras do contestado pregador Arnaldo de Bréscia, um idealista e feroz opositor da propriedade eclesiástica e da interferência da Igreja nos assuntos internos, os romanos rebelaram-se em 1143. O senado e a república romana renasciam, portanto. No entanto, a Roma do século XII partilhava pouco daquela que havia governado o Mediterrâneo 700 anos antes, e rapidamente o senado se via em esforço constante para sobreviver, alternando o suporte ao papa e ao Império Romano do Ocidente, num posicionamento político ambíguo. Em Monteporzio, a 1167, durante uma destas alternâncias, as tropas romanas seriam derrotadas pelas forças imperiais de Frederico Barbarossa. Curiosamente, o inimigo vitorioso seria brevemente afugentado pela peste e Roma manter-se-ia a salvo.
Em 1188, seria finalmente reconhecido o governo comunal pelo papa Clemente III, obrigado a pagar grandes somas aos oficiais da comuna, e os 56 senadores tornar-se-iam vassalos do papa. O senado sempre apresentou falhas no cumprimento das suas funções, o que levou a serem tentadas várias mudanças. Frequentemente apenas um senador encabeçava a instituição, o que levava, por vezes, a tiranias que não ajudavam à estabilidade do recém-nascido organismo.
Em 1204, instalava-se novamente o mau ambiente, desta vez confrontando a família do papa Inocêncio III e os seus rivais, os poderosos Orsini, conduzindo a novos distúrbios na cidade. Muitos dos edifícios antigos sofreram a destruição pelas máquinas utilizadas entre os lados rivais para cercarem os seus inimigos nas incontáveis torres e fortalezas, usadas na Itália medieval como símbolo de nobreza.

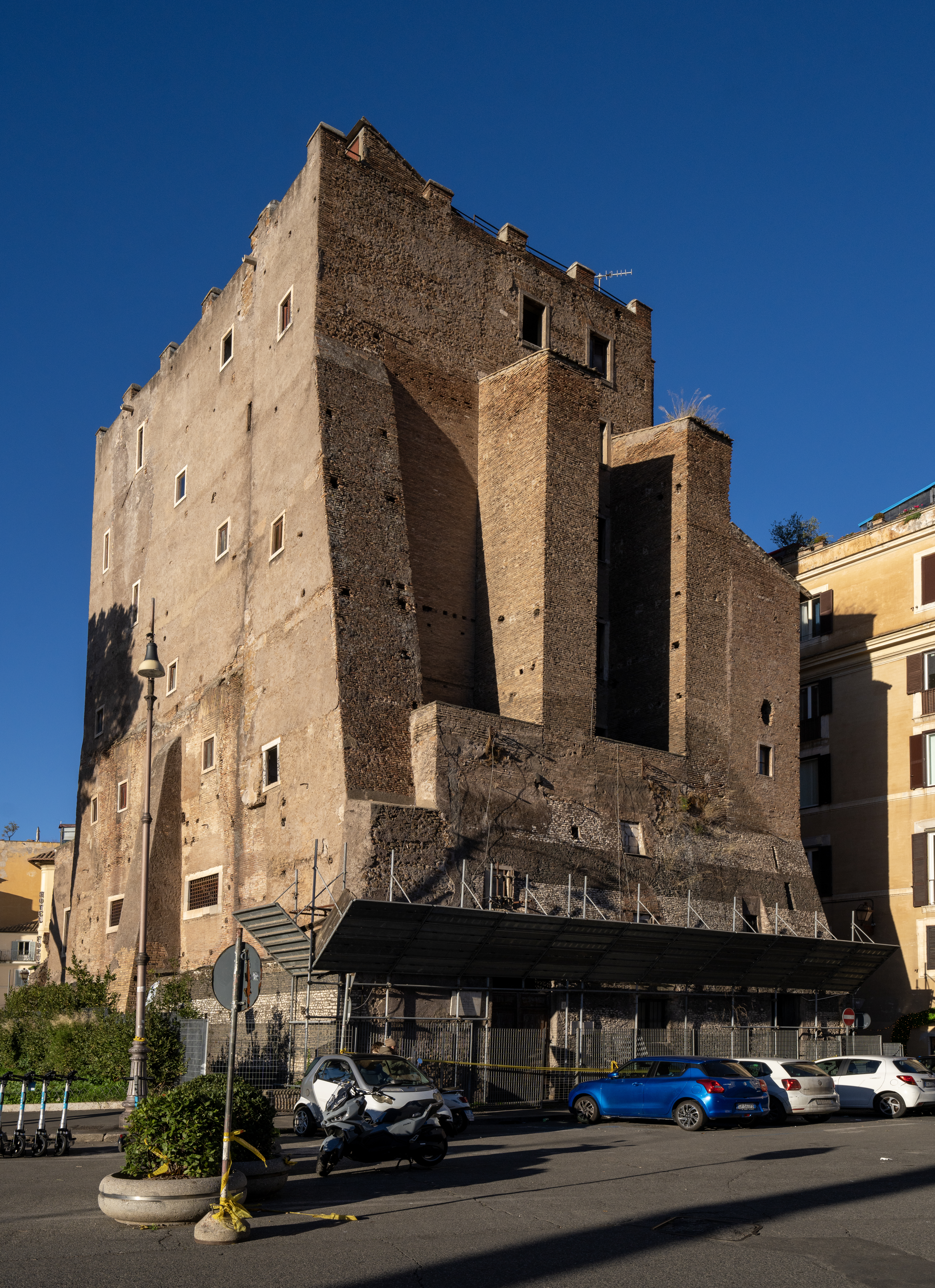
A Torre dei Conti foi uma das muitas torres construídas pelas famílias nobres de Roma como estandarte do seu poder e para defesa dos vários feudos que circundavam a cidade na Idade Média. Apenas subsiste um terço da torre.

As lutas entre os papas e o imperador Frederico II, também rei de Nápoles e da Sicília, levariam Roma a apoiar os gibelinos. Para afirmar a sua lealdade, Frederico enviou à comuna o Carroccio que teria ganho aos Lombardos na Batalha de Cortenuova em 1234, e que seria exposto no monte Capitolino. Ainda nesse ano, durante outra revolta contra o papa, os Romanos, liderados por Luca Savelli saquearam o Latrão. Curiosamente, Savelli era filho do papa Honório III e pai de Honório IV, embora nesta época os laços familiares não determinassem a sua lealdade. Roma não estava, decididamente, destinada a evoluir para uma comuna autónoma e estável, à semelhança de outras comunas como Florença, Siena ou Milão. As lutas intermináveis entre estas famílias nobres (Savelli, Orsini, Colonna e Annibaldi), o ambíguo alinhamento do papa, o orgulho da população que nunca abandonou o sonho e o esplendor do passado, e a fraqueza da instituição republicana continuamente privariam a cidade desta possibilidade.
Na tentativa de imitar outras comunas mais bem sucedidas, em 1252, o povo elegeu um senador estrangeiro, o bolonhês Brancaleone degli Andalò. Esperando conseguir a paz na cidade, Andalò suprimiu os nobres mais poderosos (destruindo cerca de 140 torres), reorganizou as classes operárias e emitiu um conjunto de leis inspiradas naquelas aplicadas no norte da Itália. No entanto, e apesar da postura rígida com que enfrentou as adversidades, faleceria em 1258 com a maioria das suas reformas por concretizar. Cinco anos depois, Carlos I de Anjou, mais tarde rei de Nápoles, seria eleito senador. A sua entrada na cidade verificar-se-ia apenas em 1265 para pouco depois a deixar em virtude da necessidade de fazer frente a Conradino da Germânia, o herdeiro dos Hohenstaufen que se aproximava para reclamar os direitos da sua família sobre o sul da Itália. A partir de junho desse ano, o governo de Roma era novamente caracterizado por uma república democrática, elegendo Henrique de Castela como senador. Conradino e a facção dos Guibelinos seriam derrotados na Batalha de Tagliacozzo (1268) e, assim, o governo de Roma passava novamente para as mãos de Carlos.
O Nicolau III, membro dos Orsini, seria eleito em 1277 e transferiria a sede do Papado do Palácio de Latrão para o Vaticano, por se localizar mais protegido, e proibiria o acesso ao estatuto de senador de Roma por parte dos estrangeiros. Sendo ele um romano legítimo, o povo elegeu-o para senado, e a cidade tornava-se novamente dirigida pela facção papal. Não obstante, Carlos foi eleito senador novamente em 1285 e, com as Vésperas Sicilianas, o seu carisma seria afectado de forma irreversível. Assim perdeu a autoridade na cidade, lugar que seria ocupado por um outro romano e também papa, Honório IV da família Savelli.

### Cativeiro babilónico
O sucessor do Celestino V foi um enérgico romano da família Caetani, o papa Bonifácio VIII, que teria sido envolvido por hereditariedade nas disputas familiares com os tradicionais rivais da sua família, os Colonna. Não obstante, essa quezilha não o desviou na sua luta para reassegurar a supremacia universal da Santa Sé. Em 1300, Bonifácio VIII celebrou o primeiro Jubileu e fundou a primeira Universidade de Roma. O Jubileu seria, como se provou, um passo importante para Roma, já que aumentaria o seu prestígio internacional; consequentemente, a economia da cidade assistiria a um impulso, devido ao fluxo de peregrinos. Bonifácio morreu em 1303, pouco depois da humilhação do Atentado de Anagni (Schiaffo di Anagni, "Bofetada de Anagni") que assinalou o governo do Papado pelo rei de França, marcando um novo período de declínio para Roma.
Por essa razão, o sucessor de Bonifácio, o papa Clemente V, nunca chegou a entrar na cidade, dando início ao famoso período do Papado de Avinhão, também conhecido como "cativeiro de Avinhão" (em alusão ao cativeiro babilônico), em que o papa mudava a sede da Igreja Católica para Avinhão, situação que duraria por mais de 70 anos. Como consequência, verificou-se a independência do poder local, embora se revelasse muito instável; também a falta dos ingressos financeiros anteriormente suportados pela Igreja provocaram um profundo declínio de Roma. Por mais de um século, Roma parava o desenvolvimento edificador. Pior, muitos dos monumentos da cidade, incluindo as igrejas principais, davam os primeiros sinais de degradação.

### O regresso do papa a Roma

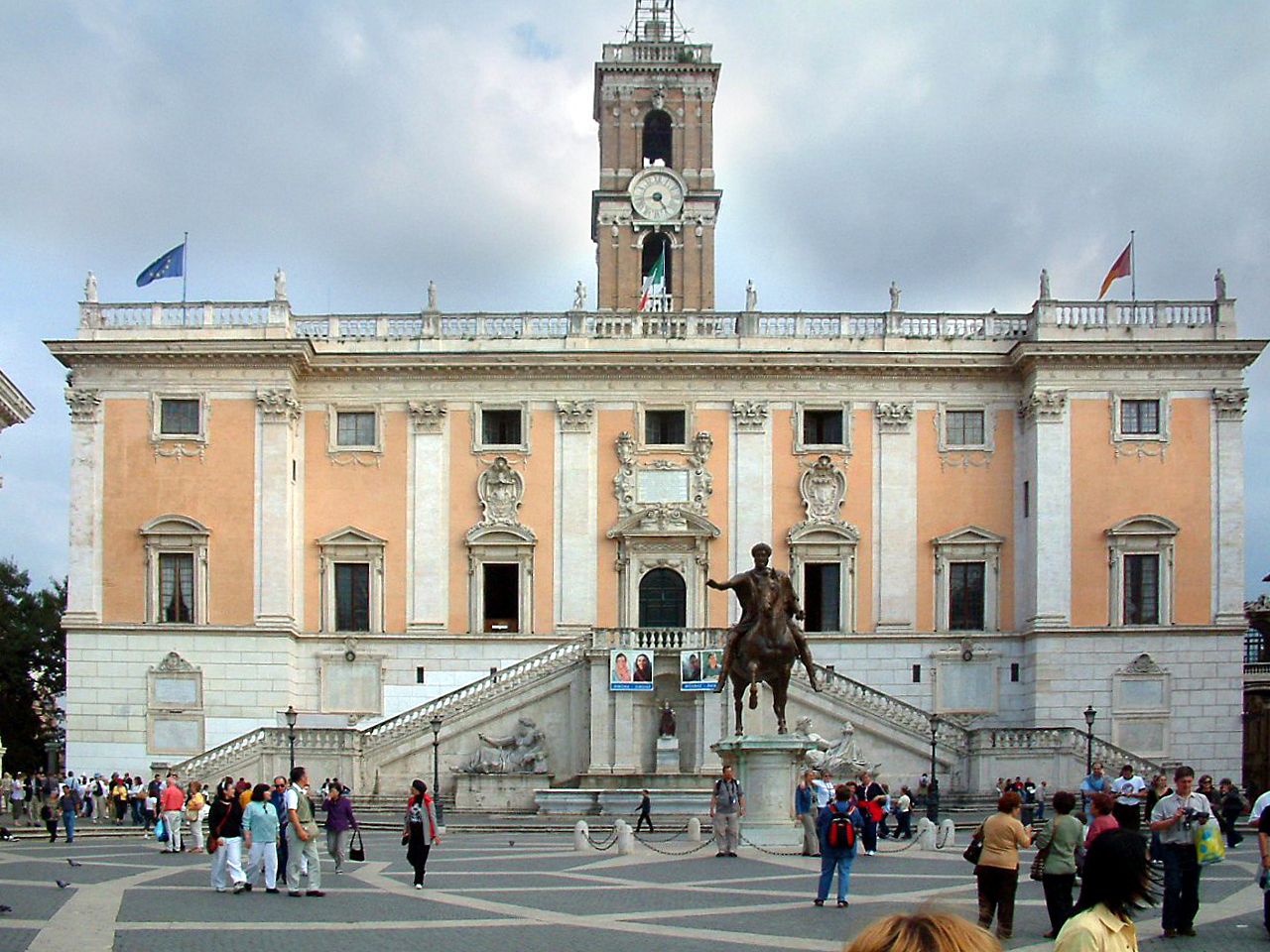
Cola di Rienzo alvoraçou o Capitólio em 1347 para criar uma nova República Romana. Embora de curta duração, esta tentativa ficou registada na estátua perto da escadaria que conduz à praça de Michelangelo

Apesar do declínio e da ausência do papa, Roma não perderia o prestígio espiritual: em 1341 o famoso poeta Francesco Petrarca deslocou-se a Roma para ser distinguido como poeta no monte Capitolino. Entretanto, a nobreza e a classe pobre alinhavam-se para exigir o retorno do papa. De entre os vários embaixadores que neste período se deslocaram a Avinhão, destaca-se a figura simultaneamente bizarra e eloquente de Cola di Rienzo. À medida que aumentava o seu poder sobre a população, a 30 de maio de 1347 conquistou o Capitólio encabeçando a população, entusiasta. Embora de curta duração, o período da sua liderança sobre a população de Roma revelou-se um dos mais importantes momentos da história medieval da cidade; Cola esforçou-se por espalhar a aura rejuvenescedora do conceito comum de uma eventual independência italiana, no centro de um sonho confuso politicamente à semelhança do prestígio da Roma Antiga. Mais tarde, assumindo o poder de forma ditatorial, assumiu o título de "tribuno", numa clara referência à magistratura da plebe da era republicana. Di Rienzo considerava também o seu estatuto equivalente ao do Imperador Romano-Germânico. A 1 de agosto de 1347, conferiu a cidadania romana a todas as cidades italianas e preparou a eleição de um imperador romano para a Itália. Como medida de contenção, o papa declarava Di Rienzo como herético, criminoso e pagão, manipulando a opinião pública ao ponto de esta se começar a distanciar. A 15 de dezembro, Di Renzo foi obrigado a fugir.
Em agosto de 1354, Di Rienzo tornava-se novamente protagonista, quando o cardeal Gil Alvarez De Albornoz lhe confiou o cargo de "senador de Roma" no desenrolar do seu programa de certificação do governo papal nos Estados Pontifícios. Em outubro, o tirânico Cola, que se tornava uma vez mais impopular pelo seu contestado comportamento e pesadas dívidas, foi assassinado numa quezilha provocada pela poderosa família dos Colonna. Em abril de 1355, Carlos IV, da Boémia, entrou na cidade para o tradicional ritual de coroação como imperador. A sua visita foi assistida com grande desagrado pelos cidadãos, já que não era bem dotado financeiramente, por ter recebido a coroa de um cardeal e não do papa, e por se afastar escassos dias depois da coroação.
Com o imperador de regresso às suas terras, Albornoz podia agora reconquistar algum controlo sobre a cidade, mesmo permanecendo na segurança da sua cidadela em Montefiascone, na região norte do Lácio. Os senadores, agora designados directamente pelo papa, eram escolhidos de várias cidades de toda a Itália, embora a cidade fosse independente. O senado incluía agora seis juízes, cinco notários, seis marechais, vários familiares, vinte cavaleiros e vinte homens armados. Albornoz conseguia suprimir as famílias tradicionalmente aristocráticas, e a facção "democrática" sentiu-se suficientemente confiante para iniciar uma política agressiva. Em 1362, Roma declarava guerra a Velletri, cuja repercussão se traduziu numa guerra civil: a facção rural contratou um grupo de condottieri, os Del Cappelo (os "do Chapéu"), enquanto os romanos compravam os serviços das tropas alemãs e húngaras, acrescidos aos seus próprios 600 cavaleiros e 22 000 unidades de infantaria. Neste período, toda a Itália foi varrida pelos implacáveis grupos condottieri. Muitos dos Savelli, Orsini e Annibaldi, expulsos de Roma, tornaram-se líderes destas unidades militares. Quando a guerra com os Velletri terminou, Roma entregou-se novamente ao papa, Urbano V, com a condição de proibir Albornoz de entrar em Roma.
A 6 de outubro de 1367, em resposta às preces de Santa Brígida e de Francesco Petrarca, Urbano V finalmente se deslocou à cidade. Durante a sua presença, Carlos IV foi novamente coroado (outubro de 1368). Por esta altura, também se deslocou a Roma o imperador bizantino João V Paleólogo para solicitar uma cruzada contra o Império Otomano, embora sem sucesso. Poucos anos depois, descontente com o ambiente da cidade, Urbano V voltava para Avinhão, a 5 de setembro de 1370. O seu sucessor, Gregório XI, marcou o seu regresso a Roma para maio de 1372 mas, novamente, os cardeais franceses, com o apoio do seu rei, conseguiram persuadi-lo. Assim se manteve o papa até 17 de janeiro de 1377, altura em que Gregório XI reinstalava novamente a Santa Sé em Roma.
Não obstante, o comportamento incoerente do seu sucessor, o italiano Urbano VI, provocaria em 1378 o Grande Cisma do Ocidente, que deitaria por terra qualquer legítima tentativa de melhorar as condições da Roma, em declínio.

## Roma moderna

### O Renascimento em Roma

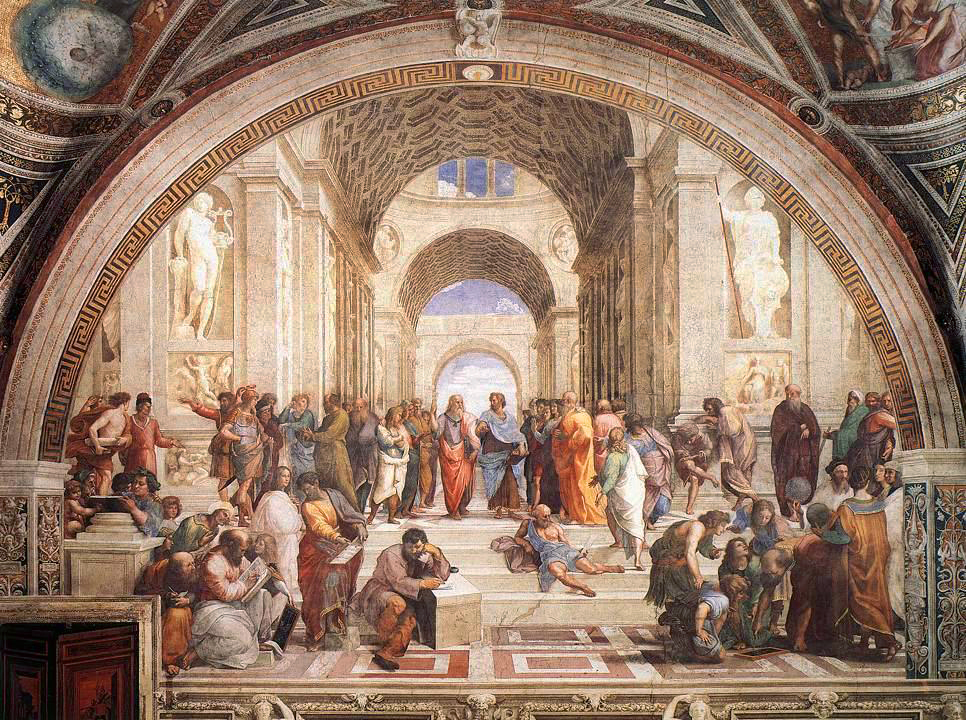
A Escola de Atenas, 1509, Stanza della Segnatura, pintura de Rafael Sanzio, Museus Vaticanos

Durante o pontificado do papa Nicolau V (p. 19 de março de 1447), o Renascimento entrava em Roma na mesma altura em que a cidade se tornava no centro do humanismo. Nicolau V foi o primeiro papa a incluir na corte romana académicos e artistas, como Lorenzo Valla e Vespasiano da Bisticci.
A 4 de setembro de 1449, Nicolau anunciou um Jubileu para o ano seguinte cuja consequência seria um novo influxo de peregrinos de toda a Europa. A multidão seria tanta que, em dezembro, na ponte Santo Ângelo, morreriam cerca de 200 pessoas "atropeladas" ou afogadas no rio Tibre. Nesse mesmo ano, reapareceu a peste na cidade, e Nicolau V fugiu de Roma.
Apesar da atitude condenável, Nicolau V conseguiu estabilizar o poder temporal do Papado, isolando-o da interferência do imperador. Desta forma, a coroação e casamento do imperador Frederico II, a 16 de março de 1452, não passou, portanto, de uma cerimónia civil. O Papado controlava agora Roma firmemente. A tentativa de Stefano Porcari, que almejava a restauração da república, foi implacavelmente suprimida em janeiro de 1453. Porcari seria enforcado juntamente com os seus ajudantes, Francesco Gabadeo, Pierto de Monterotondo, Battista Sciarra e Angiolo Ronconi. Não obstante, a reputação do papa seria questionada quando, ao início da execução, Nicolau V se apresentou demasiado bêbado para confirmar as graças que havia garantido a Sciarra e Ronconi.
Nicolau V foi também o projectista da remodelação urbanística, juntamente com Leon Battista Alberti, onde se inclui a construção da nova Basílica de São Pedro.
O sucessor de Nicolau V, o Calisto III, não continuou a política cultural de Nicolau, devotando-se à sua maior paixão, o amor pelos seus sobrinhos. O toscano Pio II, que tomou as rédeas após a sua morte em 1458, revelou-se um grande humanista, embora pouco fazendo por Roma. Foi durante o seu pontificado que Lorenzo Valla demonstrou que a Doação de Constantino tinha sido uma falsificação. Pio II foi também o primeiro papa a recorrer à luta armada, em campanha contra os barões rebeldes Savelli dos subúrbios de Roma, em 1461. Um ano depois, com a trasladação da cabeça do apóstolo Santo André para Roma, deu-se um novo afluxo de peregrinos. O pontificado do papa Paulo II (1464 - 1471) notabilizou-se unicamente pela reintrodução do Carnaval, que se tornaria um festejo muito popular em Roma durante os séculos seguintes. Ainda no mesmo ano (1468), foi desmontada uma conspiração contra o papa, organizada por intelectuais da Academia Romana, fundada por Pomponio Leto, resultando no aprisionamento dos envolvidos no Castel Sant'Angelo.
No entanto, o pontificado mais importante foi, sem dúvida, o de Sisto IV. Para favorecer um familiar, Girolamo Riario, instigou a conspiração por parte dos Pazzi (Congiura dei Pazzi) contra a família Médici, de Florença (26 de abril de 1478]) e, em Roma, combateu os Colonna e os Orsini. Apesar dos grandes custos desta política de intrigas e guerras, Sisto IV era um verdadeiro padroeiro da arte na mesma linha de Nicolau V: reabriu a academia e reorganizou o Collegio degli Abbreviatori e, em 1471, iniciou a construção da Biblioteca do Vaticano, cujo primeiro curador foi Platina. A biblioteca foi oficialmente fundada a 15 de junho de 1475. Sisto mandou restaurar várias igrejas, incluindo Santa Maria del Popolo, a Água Virgem e o Hospital do Espírito Santo, mandou pavimentar algumas ruas e foi também o responsável pela construção de uma ponte famosa sobre o Tibre que actualmente se conhece pelo seu nome. No entanto, o seu projecto de maior envergadura foi a Capela Sistina no Palácio do Vaticano. A sua decoração convocou alguns dos mais renomeados artistas de época, onde se incluem Mino da Fiesole, Sandro Botticelli, Domenico Ghirlandaio, Pietro Perugino, Luca Signorelli e Pinturicchio — já no século XVI, Michelangelo pintou-a com aquela que se tornaria na sua obra-prima, transformando a Capela num dos mais espectaculares monumentos em todo o mundo. Sisto morreu a 12 de agosto de 1484, e foi considerado o primeiro rei-papa de Roma.
Durante o pontificado dos seus sucessores, Inocêncio VIII e Alexandre VI (1492 - 1503), Roma sofria do caos, de corrupção e do nepotismo emergente. No intervalo de tempo entre a morte do primeiro e a eleição do segundo, ocorreram 220 assassinatos na cidade. Alexandre VI teve que enfrentar Carlos VIII de França, que invadiu a Itália em 1494 e entrou em Roma a 31 de dezembro desse ano. O papa foi obrigado a barricar-se no Castel Sant'Angelo, que havia se tornado numa verdadeira fortaleza por obra de Antonio da Sangallo, mas o hábil Alexandre saberia conquistar a ajuda do rei, designando o seu filho César Bórgia como conselheiro militar na subsequente invasão do Reino de Nápoles. Roma ficava, assim, segura. Entretanto, com a movimentação do rei para sul, o papa recambiava a sua posição, alinhando com a liga antifrancesa dos estados italianos que, finalmente, forçaram Carlos a bater em retirada para França.
Alexandre, considerado o papa mais nepotista de todos, favoreceu o seu implacável filho César Bórgia, criando para ele um ducado pessoal constituído por alguns dos territórios pertencentes aos Estados Pontifícios, e banindo de Roma a família Orsini, o inimigo mais insistente de César. Em 1500, a cidade comemorou um novo jubileu, mas as ruas tornavam-se cada vez mais inseguras, especialmente à noite, quando eram controladas por bandos de criminosos, os bravi. Não obstante, foi o próprio César a assassinar Alfonso de Bisceglie, a sua irmã Lucrécia e, presumivelmente, o filho do papa, Giovanni de Gandia.
O Renascimento teve um grande impacto no aspecto de Roma com trabalhos como a Pietà ("Piedade") de Michelangelo e os frescos do Aposento dos Bórgia, todos realizados durante o pontificado de Inocêncio. Roma atingiu o seu expoente de esplendor sob o papa Júlio II (1503 - 1513) e seus sucessores Leão X e Clemente VII, ambos membros da família Médici. Durante estes vinte anos, Roma tornara-se no maior centro de arte em todo o mundo. A velha Basílica de São Pedro foi demolida e recomeçada uma nova. A cidade alojou artistas como Bramante, que construiu o Tempietto de San Pietro in Montorio e foi autor de um grande projecto para renovar a Cidade do Vaticano, Rafael, que em Roma se tornou no mais famoso pintor de Itália pelos seus frescos da Capela Nicolina, Vila Farnesina, Quartos de Rafael, entre outras obras de arte famosas, e Michelangelo, que iniciou a decoração do tecto da Capela Sistina e executou a famosa estátua de Moisés para a tumba de Júlio. Roma perdia parcialmente o seu carácter religioso para se tornar progressivamente numa verdadeira cidade do Renascimento, com um grande número de festejos populares, corridas de cavalos, festas, intrigas e episódios de negligência. A economia estabilizou-se com a presença de vários banqueiros da Toscana, incluindo Agostino Chigi, que foi um amigo de Rafael e também ele patrocinador das artes. Antes da sua morte prematura, Rafael foi também, e pela primeira vez, um promotor para a conservação das ruínas da Antiguidade.

### O saque de Roma e a Contrarreforma

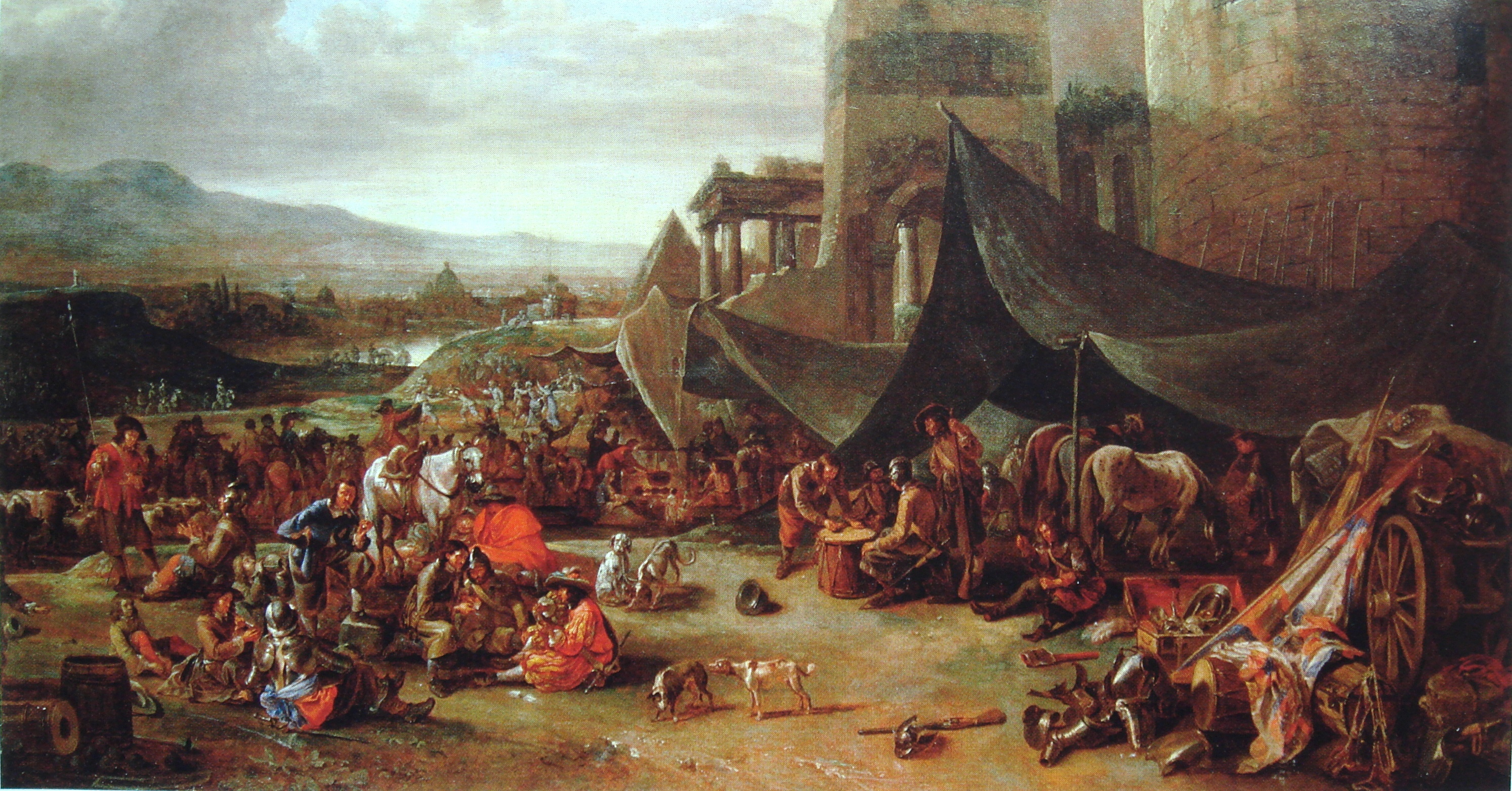
Saque de Roma em 1527, pintura de Johannes Lingelbach

Em 1527, a política ambígua seguida pelo segundo papa da família Mécic, o Papa Clemente VII, resultou num dramático saque da cidade pelas tropas imperiais de Carlos V do Sacro Império, que devastou a cidade durante dias. Muitos dos cidadãos foram assassinados ou procuraram abrigar-se fora das muralhas. O próprio papa aprisionou-se no Castel Sant'Angelo. O saque marcava, assim, o fim da era de maior esplendor da Roma moderna.
O Jubileu de 1525 resultou numa farsa, com as reivindicações de Martinho Lutero a instaurar o criticismo e o despeito pela ganância do papa em relação a toda a Europa. O prestígio de Roma seria confrontado com o desmembramento das igrejas da Alemanha e Inglaterra. Ainda assim, o papa Paulo III (1534 - 1549) esforçou-se por apaziguar a situação convocando o Concílio de Trento, embora fosse, ironicamente, o mais nepotista dos papas. Paulo III chegou mesmo a separar Parma e Piacenza dos Estados Pontifícios para criar um ducado independente para o seu próprio filho, Pedro Luís Farnésio. Continuou, no entanto, o patrocínio pela arte, assistindo ao Juízo Final de Michelangelo, pedindo-lhe para renovar o Capitólio e assistir na construção da nova Basílica de São Pedro. Após o choque inicial do saque de Roma, convocou também o brilhante arquitecto Giuliano da Sangallo, o Jovem para fortificar as muralhas da "Cidade Leonina".
A expressão do maneirismo foi meticulosamente difundida com Vignola, para edifícios civis e religiosos em Roma e em todo o Estados Papais, suas obras-primas, mesmo antes da Igreja de Jesus (1568), tornaram-se vilas como Villa Giulia e Villa Farnese.
A necessidade da renovação dos costumes religiosos tornou-se evidente com o período de vacância que sucedeu à morte de Paulo III, com as ruas de Roma a tornarem-se palcos de sátiras sobre os cardeais que atendiam ao conclave. Os seus sucessores imediatos foram duas figuras de pouca autoridade que nada souberam fazer para escapar à real soberania da Espanha sobre Roma.
Paulo IV, eleito a 1555, era membro da facção anti-Espanha. A sua política resultaria num novo cerco à cidade pelas tropas do vice-rei napolitano, em 1556. Paulo apelou à paz, mas foi obrigado a aceitar a supremacia de Filipe II de Espanha. Foi um dos papas mais detestados de todos e, após a sua morte, a população revoltou-se atiçando fogo ao palácio da Santa Inquisição e destruindo a sua estátua de mármore no Capitólio. A perspectiva de Paulo sobre a Contrarreforma mostrou-se patente na ordenação de confinar os Judeus a uma área central de Roma, ao redor do Pórtico de Otávia, criando assim o famoso Gueto Romano.
A Contrarreforma seria considerada apenas pelos seus sucessores, o moderado Pio IV e o severo Pio V. Embora o primeiro fosse um nepotista, amante dos esplendores da corte, permitiu a introdução de costumes mais severos por parte do seu conselheiro, Carlos Borromeu, que estava prestes a tornar-se numa das figuras mais populares de Roma. Pio V e Borromeo entregaram à cidade o verdadeiro carácter da Contrarreforma. Toda a pompa foi retirada da corte, os bobos expulsos, e os cardeais e bispos foram obrigados a viver na cidade. Foram punidas severamente a blasfémia e a utilização de concubinas; as prostitutas foram expulsas ou confinadas a distritos reservados para o efeito. O poder da Inquisição dentro da cidade foi reajustado, e o palácio reconstruído com um novo espaço para prisões. Durante este período, Michelangelo abriu a Porta Pia e transformou as Termas de Diocleciano na espectacular basílica de Santa Maria degli Angeli, onde Pio IV foi enterrado.

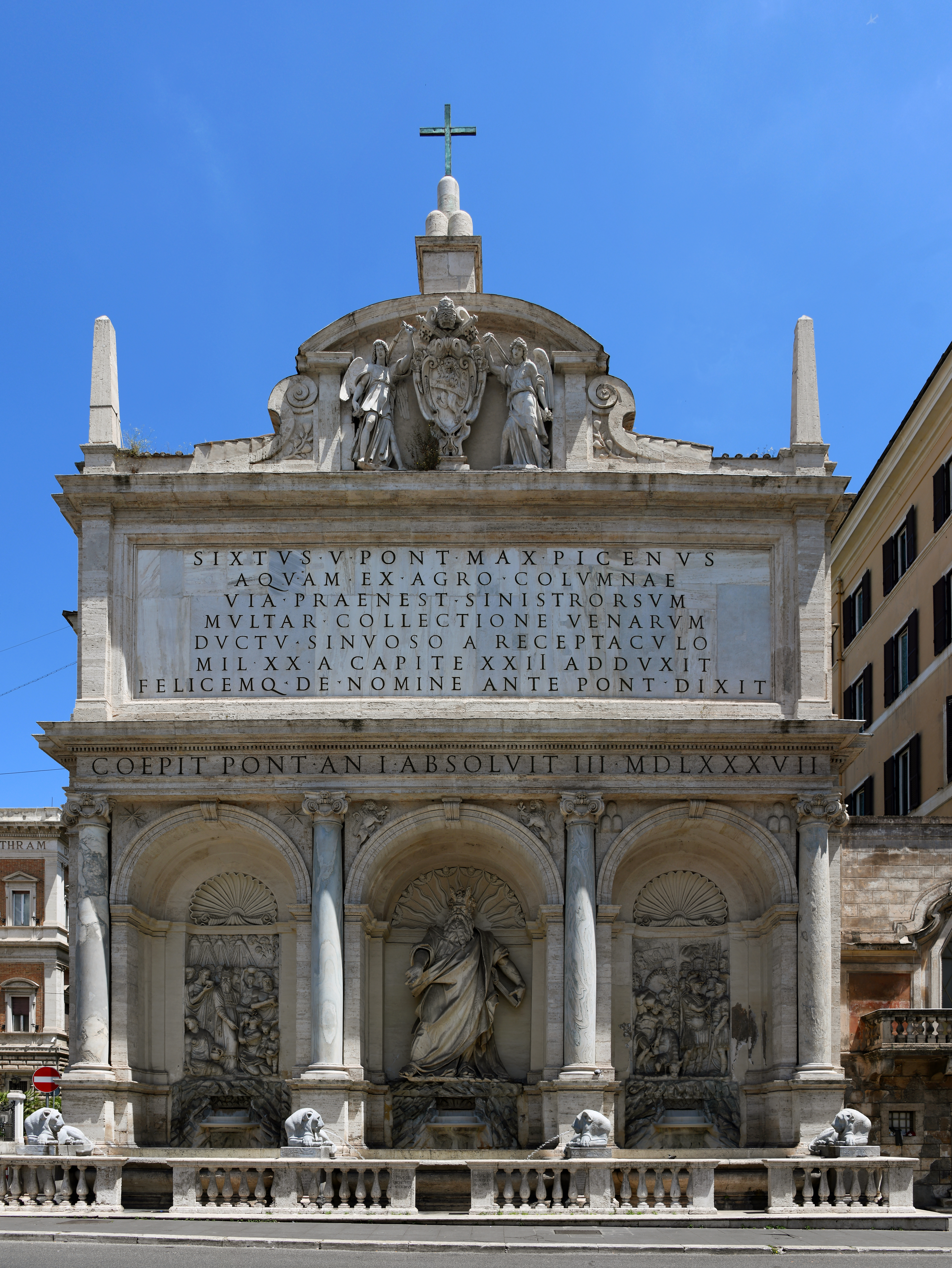
Fontana dell'Acqua Felice na Praça de São Bernardo

O pontificado do seu sucessor, o papa Gregório XIII, foi um fracasso. As suas medidas iriam despertar novos tumultos nas ruas de Roma. O escritor e filósofo francês Montaigne defendia que "a vida e os bens nunca estiveram tão pouco seguros como durante o tempo de Gregório XIII, talvez", e que uma confraternidade chegou mesmo a realizar casamentos homossexuais na igreja de San Giovanni a Porta Latina. As cortesãs tão reprimidas por Pio tornavam-se agora prostitutas que trabalhavam abertamente nas ruas.
Sisto V tinha, no entanto, um temperamento distinto. Embora o seu pontificado tenha sido curto (1585 - 1590), tornou-se num dos mais eficazes na história de Roma. Sisto era ainda mais rígido que Pio V, e ganhou alcunhas como castigamatti ("castigador dos loucos"), papa di ferro ("Papa de ferro"), ditador e mesmo, ironicamente, demónio, já que nenhum outro papa o antecedeu na perseguição tão determinada da reforma da Igreja e costumes. Sisto reorganizou profundamente a administração dos Estados Pontifícios, e limpou as cidades de Roma de todos os bravos, prostitutas, procuradores, duelos, e afins. Nem os nobres ou cardeais se consideravam isentos do policiamento levado a cabo por Sisto. O dinheiro das taxas, que deixou de ser destinado à corrupção, permitiu a existência de um ambicioso programa de edificação. Alguns aquedutos mais antigos foram restaurados, e um novo foi construído, o Acqua Felice (do nome de Sisto, Felice Peretti). Foram também edificadas novas casas no desolado distrito de Esquilino, Viminal e Quirinal, enquanto que outras casas no centro foram demolidas para abrir novas e mais largas estradas. O objectivo de Sisto era tornar Roma num melhor destino para os peregrinos, e novas estradas permitiriam melhores acessos às basílicas. Os velhos obeliscos foram trasladados ou erigidos para embelezar São João de Latrão, Santa Maria Maior e de São Pedro, bem como a Piazza del Popolo, em frente à igreja Santa Maria del Popolo.

### Unificação italiana

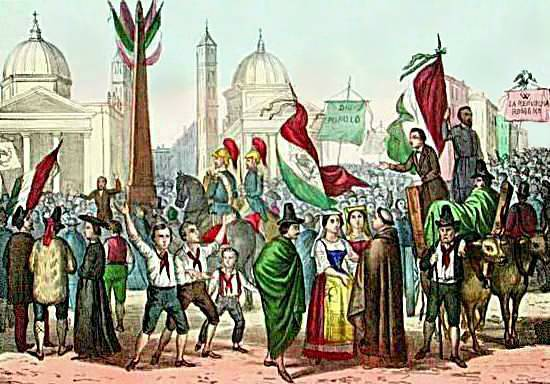
Proclamação da República Romana

O governo pelo papado foi interrompido pela breve República Romana (1798), instituída segundo influência da Revolução Francesa.
Outra República Romana surgia em 1849, no seguimento das revoluções de 1848. Duas das figuras mais influentes da unificação italiana, Giuseppe Mazzini e Giuseppe Garibaldi, lutaram ao lado da república.
O regresso do Pio IX a Roma, com a ajuda das tropas francesas, marcou a exclusão de Roma do processo de unificação da segunda guerra da independência italiana e da Expedição dos Mil, após as quais toda a península Itálica, à excepção de Roma e do Véneto, seriam unificadas sob a Casa de Saboia.

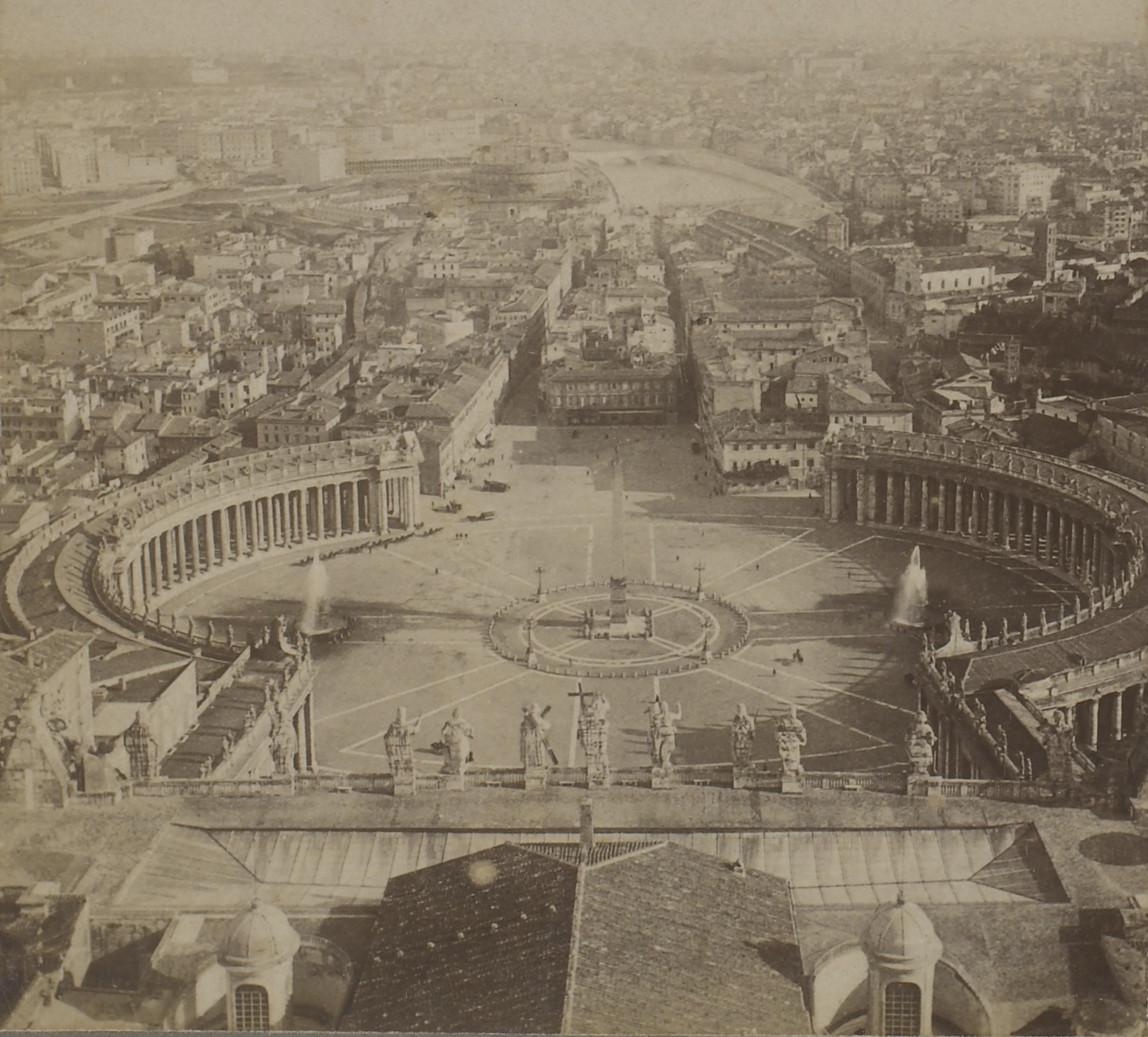
Vista de Roma a partir da Basílica de São Pedro, em 1901Arquivo Nacional

Em 1870, com o início da Guerra Franco-Prussiana, o imperador francês Napoleão III deixou de assegurar a protecção dos Estados Pontifícios. Pouco depois, o governo italiano declarava guerra aos estados. O exército italiano entrou em Roma a 20 de setembro, abrindo uma brecha na muralha, a Porta Pia, após um bombardeamento de três horas. Roma e todo o Lácio seriam anexados ao Reino de Itália.
O governo italiano ofereceu então a possibilidade a Pio IX de preservar a "Cidade Leonina", embora fosse rejeitada a oferta já que a sua aceitação traduzia-se no reconhecimento da legitimidade do governo do Reino de Itália sobre os seus antigos domínios. Pio IX declara-se assim "prisioneiro do Vaticano" embora, na verdade, nunca lhe tenha sido vedado o direito a deslocar-se. Oficialmente, a capital não seria trasladada de Florença para Roma até 1871.

### Na actualidade

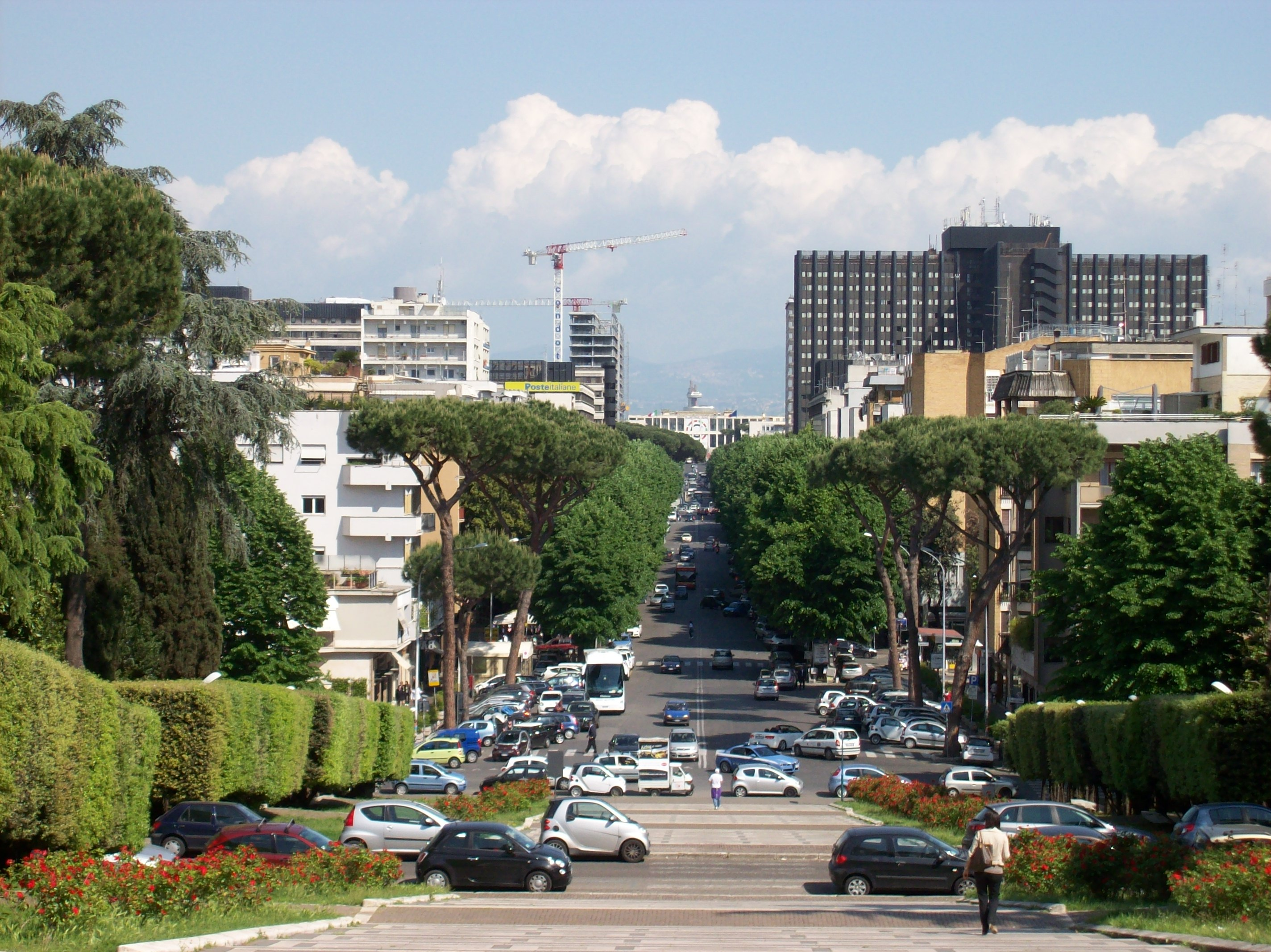
Viale Europa, uma artéria na EUR

A Roma actual não só reflecte a estratificação das várias épocas ao longo da sua história, mas constitui também um metrópole contemporânea. O vasto centro histórico contém áreas que data desde a Roma Antiga, época medieval, vários palácios e tesouros artísticos do Renascimento, muitas fontes, igrejas e palácios do Barroco, bem como tantos outros exemplos de Art Nouveau, neoclassicismo, modernismo, racionalismo e quaisquer outros estilos artísticos dos séculos XIX e XX (com efeito, a cidade é considerada uma enciclopédia e um museu vivo dos últimos 3000 anos de história da arte ocidental). O centro histórico coincide praticamente com os limites das muralhas da Roma imperial. Algumas áreas foram reorganizadas após a unificação (1880–1910 - Roma Umbertina), e foram realizados alguns acrescentos e adaptações durante o período fascista, como a tão discutida Via dei Fori Imperiali, da Via della Conciliazione, em frente ao Vaticano (para cuja construção foi destruída uma grande parte do velho Borgo), a instituição de novos Quartieri (dos quais a EUR, San Basilio, Garbatella, Cinecittà, Trullo, Quarticciolo e, na costa, a restruturação da Óstia) e a inclusão da vilas fronteiriças (Labaro, Osteria del Curato, Quarto Miglio, Capannelle, Pisana, Torrevecchia, Ottavia, Casalotti). Estas expansões foram necessárias para albergar o aumento exponencial da população, consequência da centralização do Estado italiano.
Durante a Segunda Guerra Mundial, Roma sofreu poucos bombardeamentos (com maior incidência em San Lorenzo). Com objetivo de evitar sua destruição, o exército alemão declarou Roma como uma cidade aberta. Roma caiu nas mãos dos Aliados a 4 de junho de 1944, e foi a primeira capital das nações do Eixo a cair.
Depois da guerra, Roma continuou a expandir-se devido ao crescimento da administração centralizada que resultou da unificação e à indústria, com a criação de novos quartieri e subúrbios. A população oficial actualmente ronda os 2,5 milhões; durante o horário laboral, os trabalhadores aumentam o valor para 3,5 milhões, o que representa um aumento dramático de valores anteriores: 130 000 em 1825, 244 000 em 1871, 692 000 em 1921 e 1 600 000 em 1931.
Roma foi anfitriã dos Jogos Olímpicos de 1960, para os quais utilizou muitos dos sítios da Antiguidade, como a Villa Borghese e as Termas de Caracala como fontes de rendimento. Para os jogos olímpicos foram criadas novas estruturas, como o novo Estádio Olímpico (posteriormente aumentado e remodelado para a edição da Copa do Mundo da FIFA de 1990), o Villaggio Olimpico (Vila Olímpica, criada para acolher os atletas e posteriormente restruturado como um distrito residencial), etc.
Muitos dos monumentos de Roma foram restaurados pelo estado italiano e pelo Vaticano para o Jubileu de 2000.

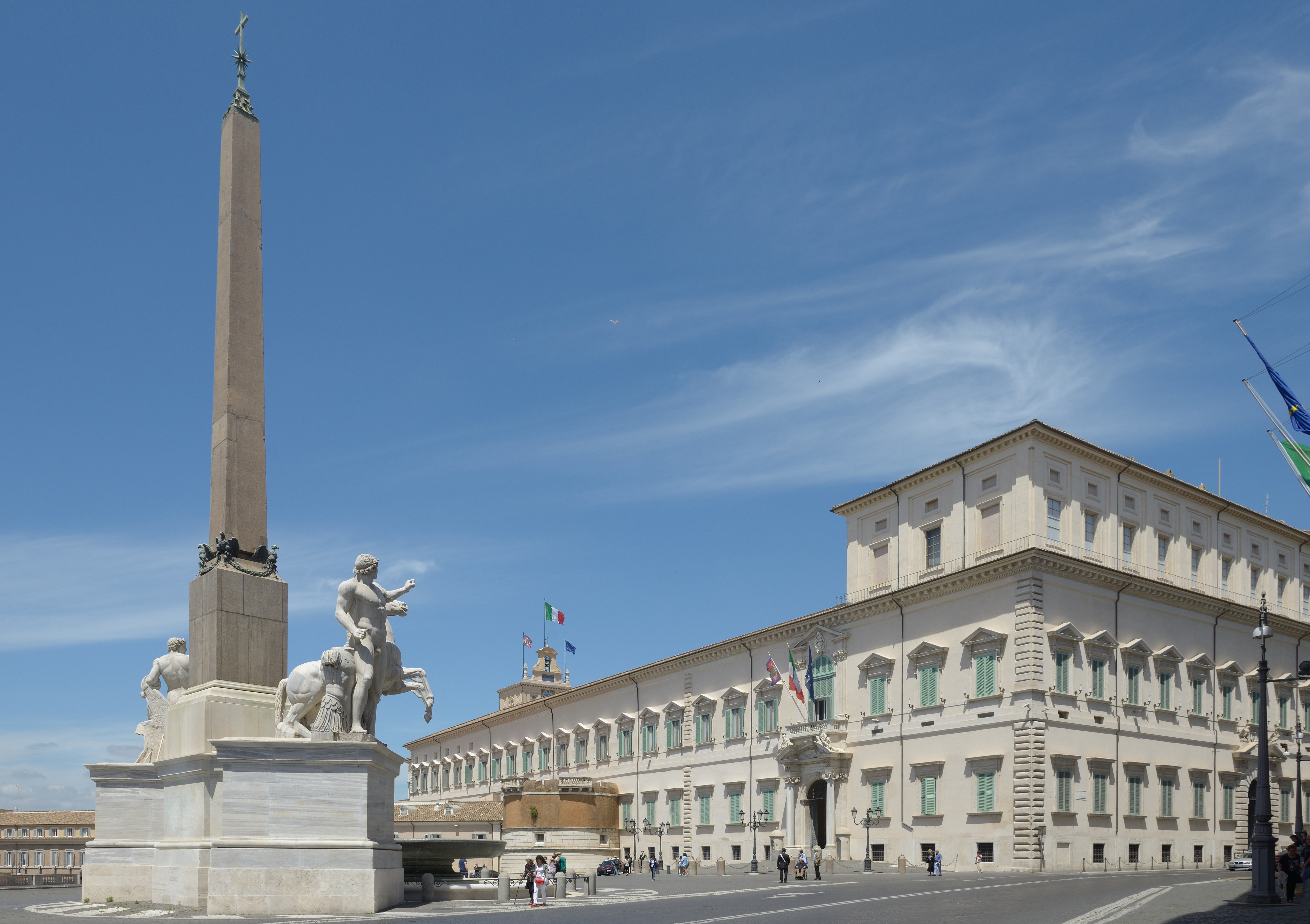
Fachada do Palácio do Quirinal, residência oficial do Presidente da República Italiana

Como capital da Itália, Roma alberga as principais instituições da nação, como a Presidência da República, o governo seus ministérios, o parlamento, os principais tribunais judiciais, e os representantes diplomáticos na Itália de todos os outros países, e a cidade do Vaticano (curiosamente, Roma também alberga, na parte do território italiano, a Embaixada do Vaticano, o único caso de uma embaixada dentro dos limites do seu próprio território). Muitas instituições encontram-se alojadas em Roma, nomeadamente as de carácter cultural e científico — como o Instituto Americano, a British School, a Academia Francesa, os Institutos Escandinavos, o Instituto Arqueológico Alemão — pela nobreza da escolaridade na Cidade Eterna - e outras humanitárias, como a FAO.
Roma actualmente é um dos destinos turísticos mais importantes em todo o mundo, não só devido à incalculável imensidade de tesouros arqueológicos e artísticos, mas também pelo carisma das suas tradições únicas e a majestosidade das magnificentes villas (parques). De entre os mais significantes recursos, destacam-se os numerosos museus (como os Museus Capitolinos, os Museus do Vaticano e a Galleria Borghese), os aquedutos, fontes, igrejas, palácios, edifícios históricos, monumentos e ruínas do Fórum romano, e as catacumbas.
De entre as centenas de igrejas, estão em Roma as cinco basílicas maiores da Igreja Católica: a Basilica di San Giovanni in Laterano ("São João de Latrão", catedral de Roma), Basilica di San Pietro in Vaticano ("São Pedro)", Basilica di San Paolo fuori le Mura ("São Paulo fora dos Muros"), Basilica di Santa Maria Maggiore ("Santa Maria Maior"), e a Basilica di San Lorenzo fuori le Mura ("São Lourenço fora dos Muros"). O bispo de Roma é o papa; durante a actividade pastoral na cidade, é assistido por um vigário (tipicamente um cardeal).